# Arnedillo
Arnedillo es un municipio y localidad española de la comunidad autónoma de La Rioja. Se encuentra en la Rioja Baja, en la comarca de Arnedo y a pocos kilómetros de esta ciudad, en el valle alto del río Cidacos y entre las sierras de la Hez y Peñalmonte.
Arnedillo es una villa realenga desde 1170 por concesión del rey Alfonso VIII y perteneciente al obispado de Calahorra como señorío, rodeada de montañas y conocida entre otros factores por sus aguas termales. Dichas aguas termales son naturales y  surgen en la superficie después de haberse filtrado a gran profundidad adquiriendo una alta temperatura (unos 52,5 °C). Estas son aprovechadas por el balneario ubicado en la orilla derecha del río, antes de entrar en el pueblo.
Santa Eulalia Somera es una pedanía perteneciente al municipio de Arnedillo, situada a 5 km del núcleo de población del propio Arnedillo. Limita al este con Santa Eulalia Bajera.
Dentro del municipio de Arnedillo se ubican los enclaves de Peroblasco y Antoñanzas, ambos pertenecientes al término de Munilla.

## Geografía
El municipio de Arnedillo está situado en el centro del valle del Cidacos, en la Rioja Baja. Limita con los municipios de Robres del Castillo, Ocón, Bergasa (un pequeño tramo de 20 m), Herce, Munilla, Santa Eulalia Bajera, Enciso y Préjano.
| Noroeste: Robres del Castillo | Norte: Ocón | Nordeste: Bergasa y Herce  |
| Oeste: Munilla                |             | Este: Santa Eulalia Bajera |
| Suroeste: Munilla             | Sur: Enciso | Sureste: Préjano           |

## Orografía
Arnedillo está ubicado al norte de la Cordillera Ibérica, entre las sierras de La Hez y Peñalmonte. El punto de mayor altitud del municipio es la cima de Cabizmonteros, de 1389 m s. n. m., en el linde con Ocón. El más bajo se encuentra a 618 m s. n. m., en el punto en que el río Cidacos entra en el término de Santa Eulalia Bajera.

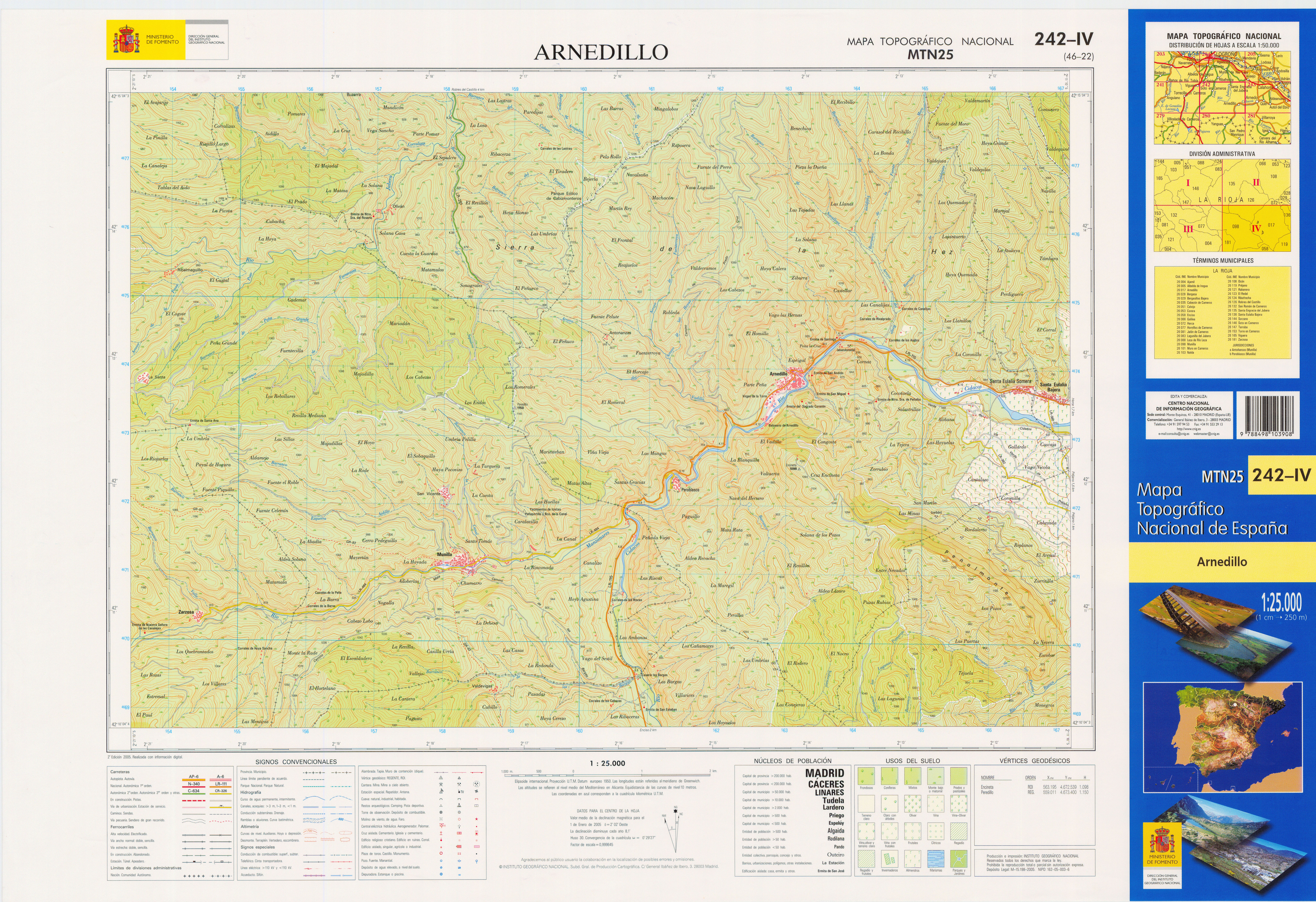
Hoja 242-IV del Mapa Topográfico Nacional de España de 2005 en el que se representa la mayor parte del municipio de Arnedillo y su entorno

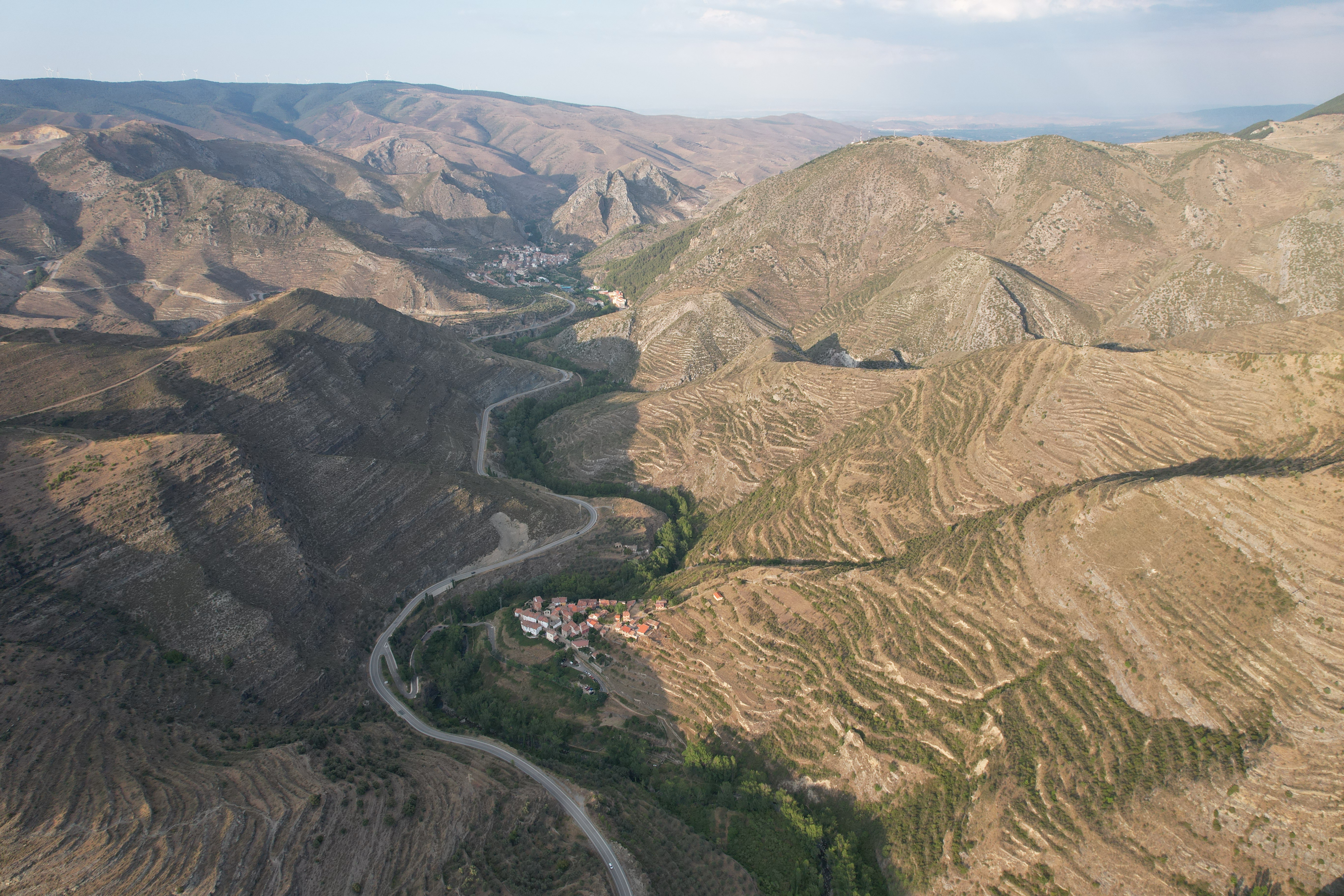
Vista aérea del entorno de Arnedillo: en primer plano vemos Peroblasco; al fondo, Arnedillo

Las cinco cimas más próximas al pueblo están coronadas por otras tantas cruces visibles desde el propio Arnedillo. Éstas son: la Encineta, el Homillo, el Zopín, la Peña del Castillo y el Sagrado Corazón.
Las montañas más elevadas de Arnedillo son:
- Cabizmonteros (o Cabimonteros): 1389 m
- Peredillo: 1150 m
- Los Cabezos: 1144 m
- Cruz de la Encineta: 1104 m

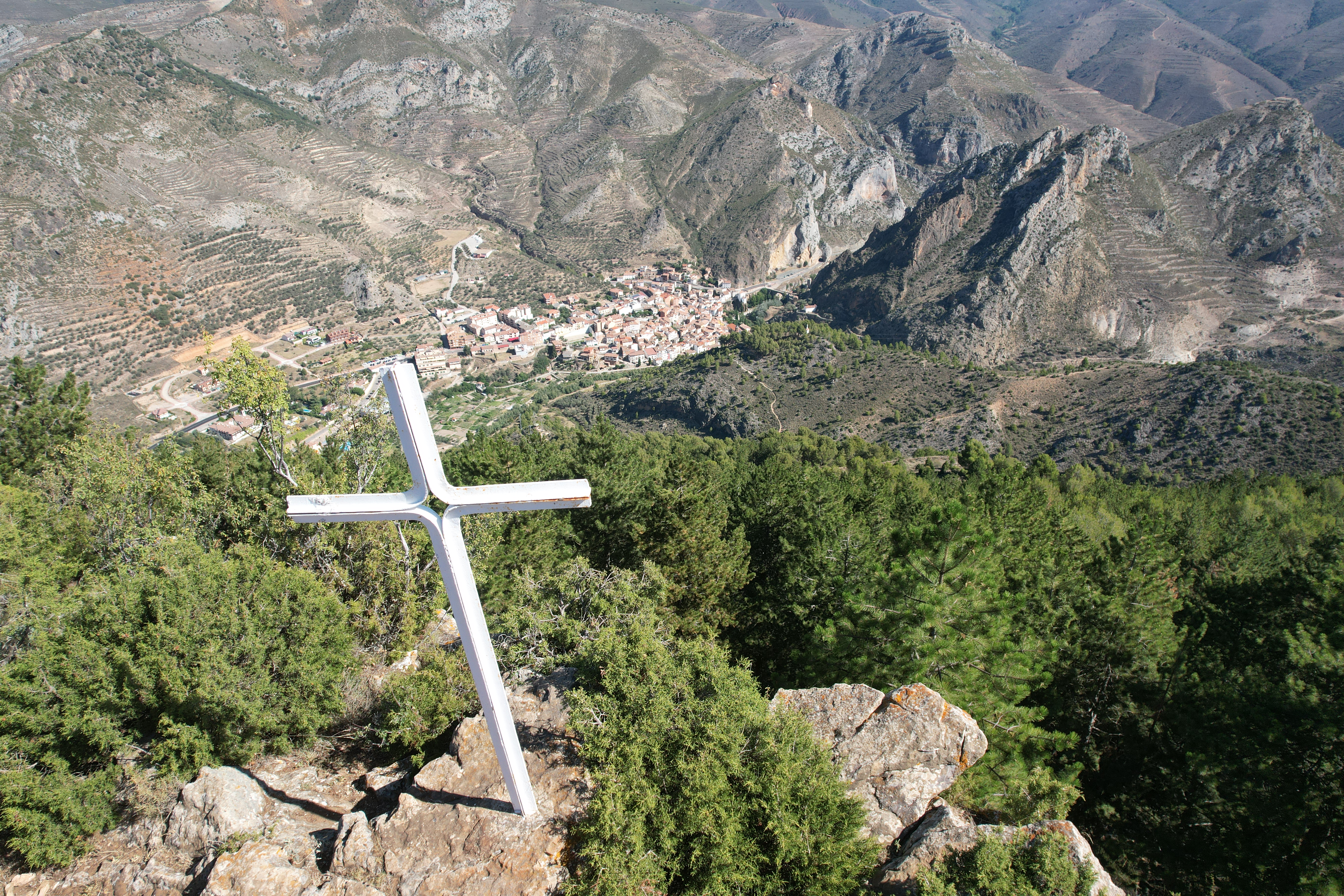
Vista de Arnedillo desde la Cruz de la Encineta: arriba a la derecha, en primer plano, vemos la Peña del Castillo y el Coznar; al fondo, La Cruz del Zopín y, a su lado, el Castellar

- El Homillo (cumbre más elevada de Peñas Altas): 1029 m

- Castellar: 1018 m
- Cornaz (o Cogotonvilla): 944 m
- Cruz del Zopín: 932 m

- Peña del Castillo: 919 m

- Peñalba: 863 m
- La Coronilla: 785 m

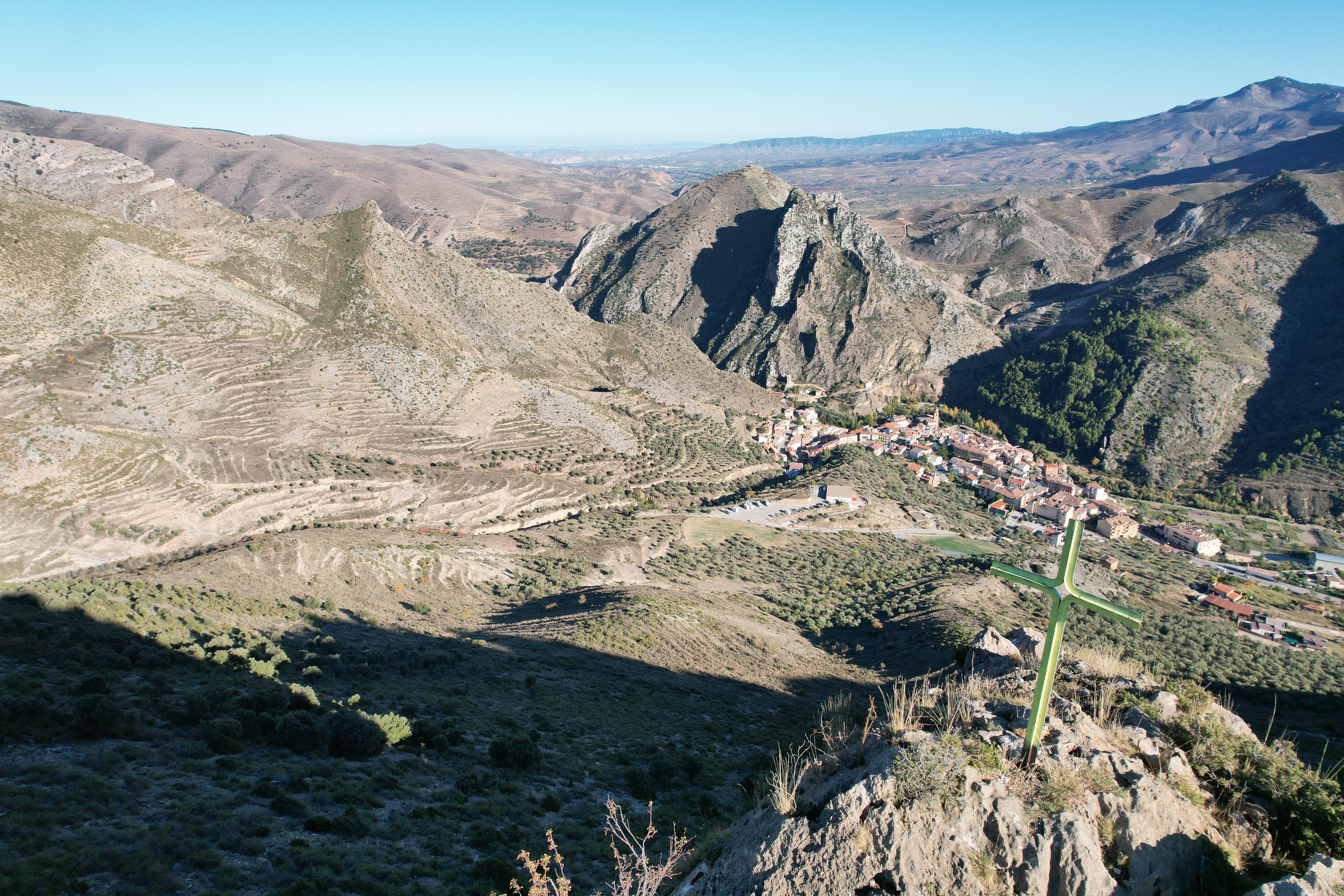
Vista de Arnedillo desde el Homillo: a la izquierda del pueblo vemos el Zopín; detrás, la Peña del Castillo y el Corazón de Jesús

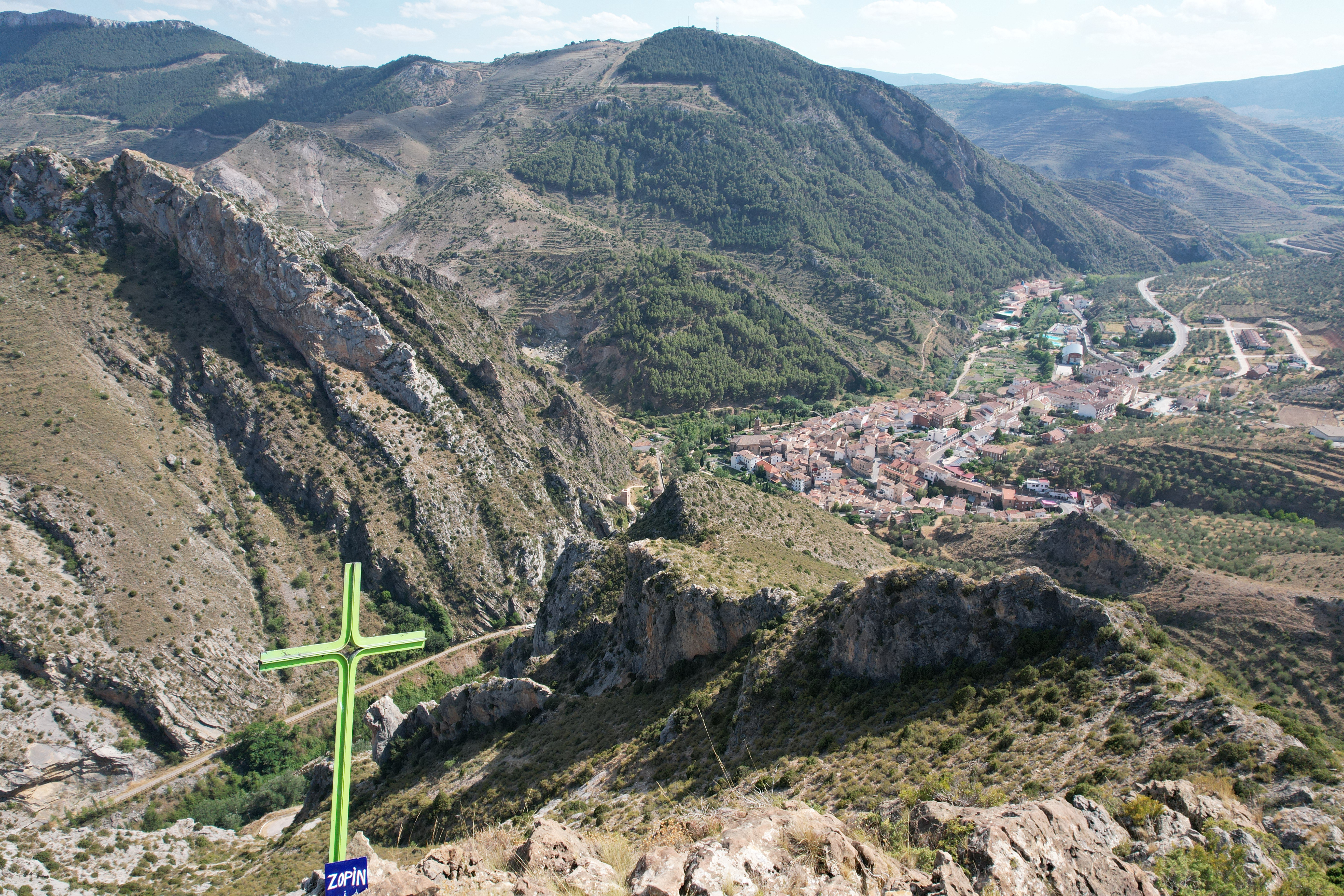
Vista de Arnedillo desde el Zopín: a la izquierda se puede ver la Peña del Castillo; al fondo, en el centro, la Encineta

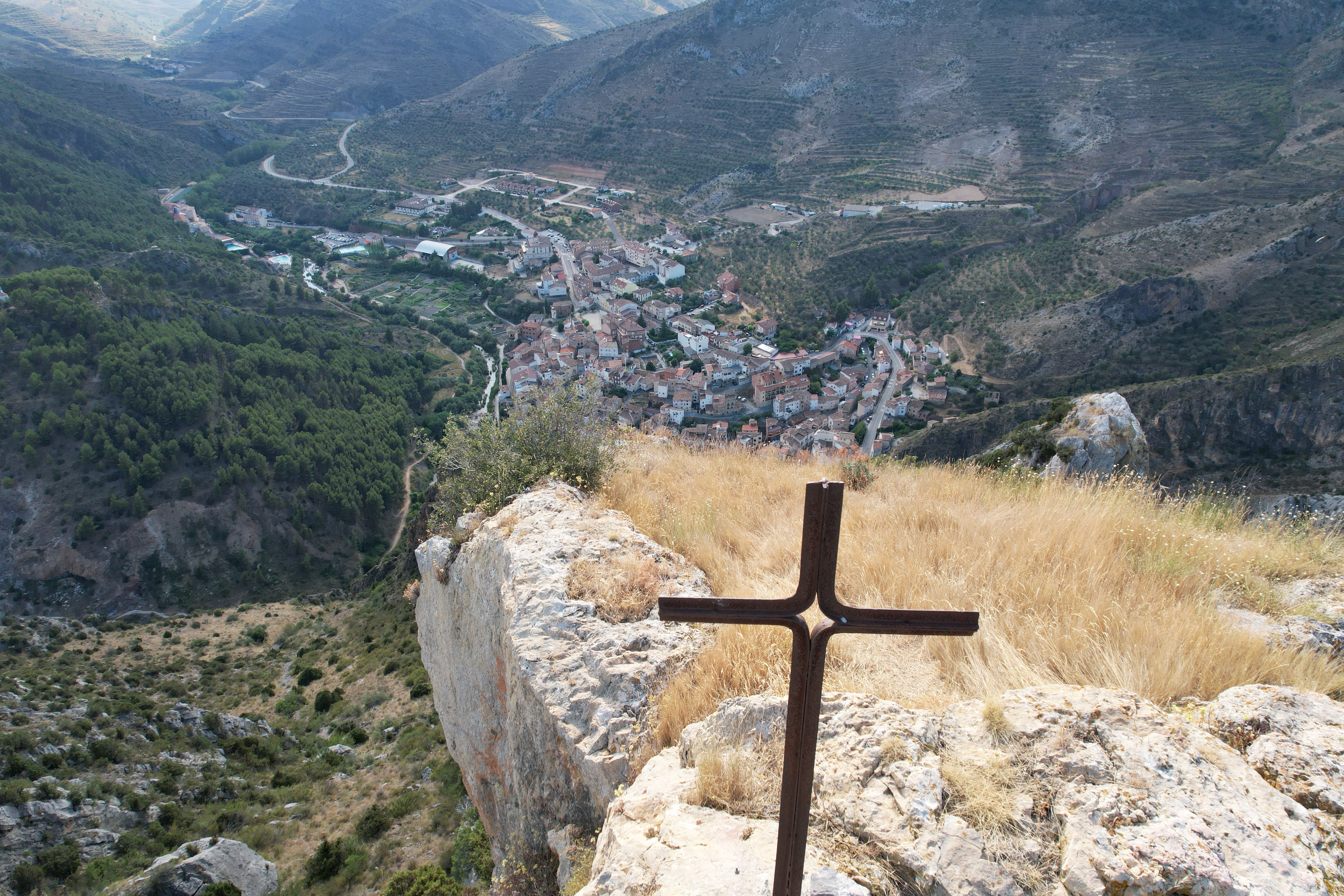
Vista de Arnedillo desde la Peña del Castillo

- Sagrado Corazón (o Corazón de Jesús): 777m

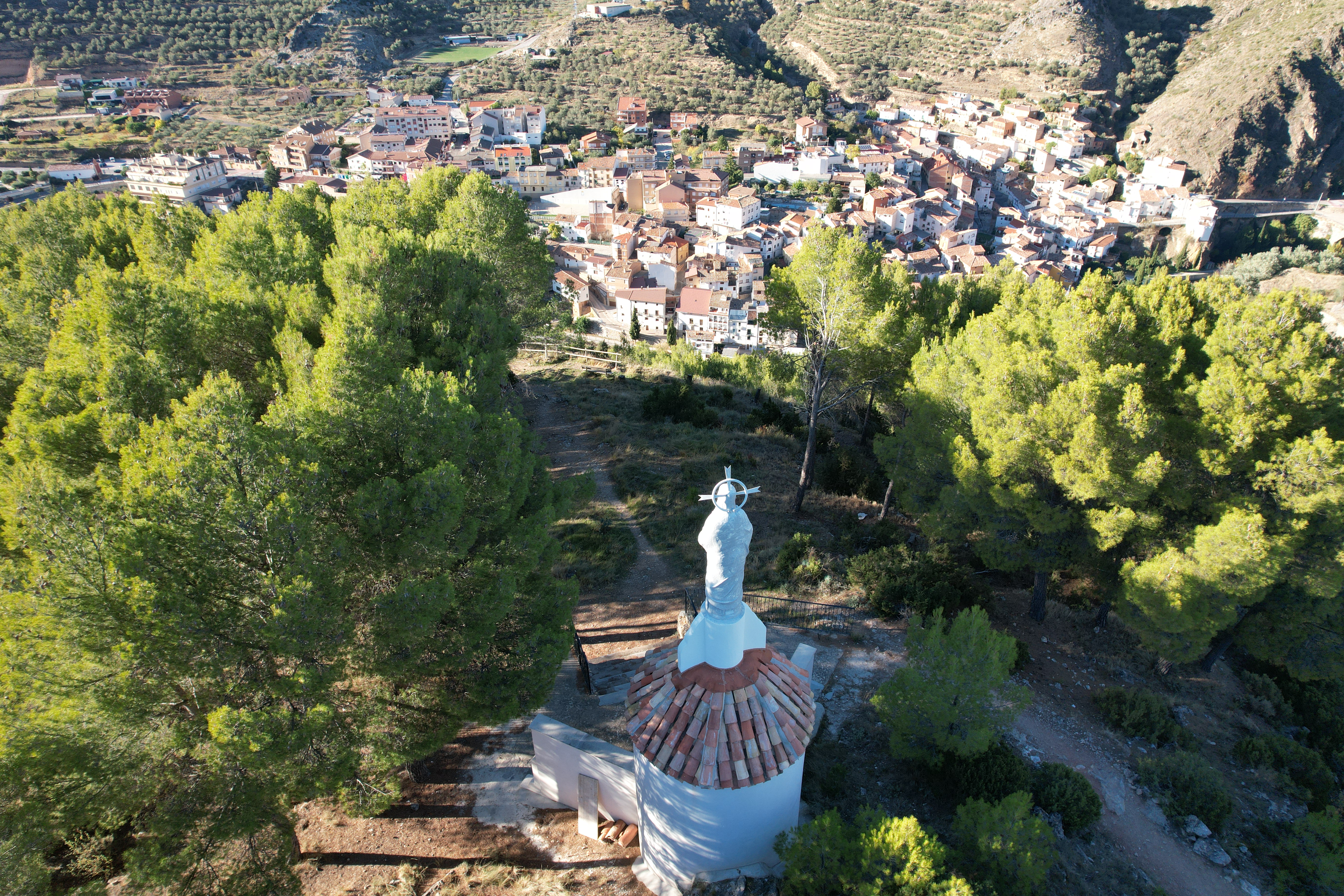
Arnedillo desde el Corazón de Jesús

## Toponimia
En los falsos votos de Fernán González (también denominados Votos de San Millán) la población aparece nombrada como Arnetiello. Su proximidad con la localidad de Arnedo (denominada Arneto en los mismos votos), la cual dista 12 km de Arnedillo, y que es capital de la comarca a la que pertenece éste, influye en la evolución del nombre que termina derivando en su actual topónimo. El nombre de Arnedo deviene etimológicamente del término latino arenetum, que viene a significar «lugar de arena», y hace referencia a la plataforma arenosa sobre la que se asienta dicha ciudad. Posteriormente evoluciona a Arneto. A este término se le añade el sufijo -iello (diminutivo), debido a la diferencia de tamaño entre ambas poblaciones, dando lugar al término Arnetiello y, consiguientemente, a su actual nombre de Arnedillo.

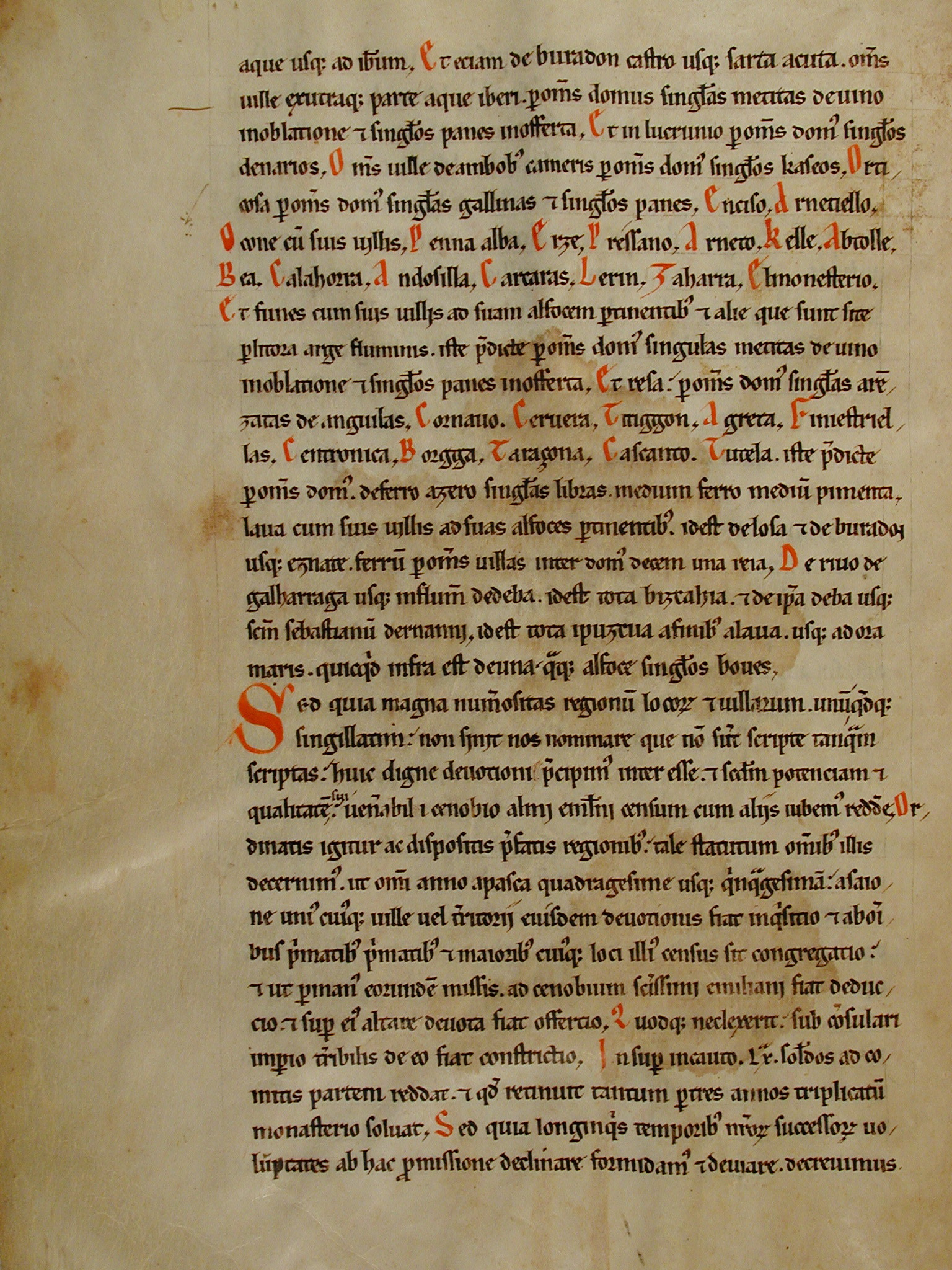
Hoja de un facsímil de los Votos de San Millán en la que aparecen diversos topónimos riojanos; entre ellos, al final de la quinta línea, el de Arnetiello

Enciso, Arnetiello, Ocone cum sujs ujllis, Penna Alba, Erze, Pressano, Arneto, Kelle, Abtolle, Bea, Calahorra, Andosilla, Carcaras, Lerin, Zaharra, El Monesterio et Funes cum sujs uilljs ad suam alfocem pertinentibus, et alie que sunt site per litora Argue fluminis, iste predicte per omnes domus singulas metitas de uino in oblatione er singulos panes in offerta.
Enciso, Arnedillo, Ocón, Peñalba, Herce, Préjano, Arnedo, Quel, Autol, Bea, Calahorra, Andosilla, Carcar, Lerín, Azagra, El Monasterio, y Funes, con las villas pertenecientes a sus alfoces, y otras villas que hay sitas en las orillas del río Arga, una medida de vino en oblación, y un pan de ofrenda por cada casa.
Votos de San Millán

## Historia
Sus orígenes se encuentran sobre el siglo X. 
La historia de Arnedillo, como la historia de toda La Rioja, está ligada a las guerras que los reinos de Navarra, Castilla y Aragón mantienen para apoderarse de estas tierras.
Durante el siglo XII, los Reinos de Castilla y de Navarra pretendían controlar el territorio que actualmente se corresponde con La Rioja. Al objeto de dirimir estas disputas, ambos reinos se sometieron  a un acuerdo de arbitraje sobre la misma. El árbitro fue el rey Enrique II de Inglaterra, que falló a favor de los castellanos, pasándose a incorporar La Rioja a esa corona, por lo que Arnedillo pasaría definitivamente al reino de Castilla.
En 1170 Alfonso VIII de Castilla daba a la catedral de Calahorra, siendo obispo Rodrigo, la villa y el Castillo.
El obispo Juan Pérez llega a un acuerdo con el cabildo en 1224 por el que se hace con el señorío, pero en 1252 la villa se levantó contra él por no reconocerle como su señor, atacando su palacio y castillo. Los rebeldes fueron controlados y multados con 300 maravedies por los daños ocasionados, debiendo rendir juramento de vasallaje. 
En 1366 Enrique de Trastámara fue proclamado rey de Castilla en Calahora. A cambio tuvo que conceder, a sus aliados, títulos y riquezas como pago por la ayuda recibida en su huida tras la derrota sufrida en la batalla de Nájera. Por ello cedió Arnedillo a Juan Ramírez de Arellano.
Arnedillo es la villa de origen de Francisco de Somovilla, reputado médico, urólogo y cirujano, que desarrolló su actividad médica en la segunda mitad del siglo XVI, ejerciéndola en la Corte de Felipe II, a la que tenía que prestar servicio. Es contratado en Madrid el 17 de noviembre de 1566 como cirujano de la Casa Real de S. M. “con cargo y obligación de curar piedras y roturas y otras cosas a la familia de nuestra cassa”.
La localidad es muy conocida por sus aguas termales desde tiempos pasados. Así pues, por ejemplo ya habla de ellas en el año 1675 el académico Rodrigo Méndez Silva, al referirse a las mismas en uno de sus libros de esta manera: «Encierran también estos dos reinos la provincia Riojana, así nombrada por el Río Oja, territorio de los regalados, agradables y abundosos de España, con salutíferos baños de Arnedillo, villa distante de Calahorra como cuatro leguas»
En algún punto entre los años 1784 y 1801 Arnedillo se integra en la Real Sociedad Económica de La Rioja, la cual era una de las sociedades de amigos del país fundadas en el siglo XVIII conforme a los ideales de la Ilustración.
El 18 de marzo de 1817 sufrió un terremoto que resquebrajó los montes circundantes y destruyó parte de sus edificios. Las aguas termales dejaron de manar durante tres meses.
El 8 de agosto de 1871 nace en Arnedillo el sacerdote Don Ciriaco Garrido Lázaro. Fue, durante más de medio siglo, confesor ordinario y extraordinario de la comunidad. Ejerció como Canónigo Penitenciario de la concatedral de Santa María de la Redonda de Logroño. Falleció el 25 de marzo de 1949 a los 77 años de edad. Logroño tiene una calle dedicada a su memoria.

## Geografía humana

### Demografía
Cuenta con una población de 428 habitantes (INE 2024).
| Gráfica de evolución demográfica de Arnedillo entre 1842 y 2021                                                       |
| |
| Población de derecho según los censos de población del INE. Población de hecho según los censos de población del INE. |

### Población por núcleos
Desglose de población según el Padrón Continuo por Unidad Poblacional del INE.
| Núcleos              | Habitantes (2014) | Varones | Mujeres |
| -------------------- | ----------------- | ------- | ------- |
| Arnedillo            | 415               | 208     | 207     |
| Santa Eulalia Somera | 67                | 29      | 38      |

## Administración
| Periodo   | Nombre                          | Partido                 |
| --------- | ------------------------------- | ----------------------- |
| 1979-1983 | Pedro Antonio Marín Gil         | Agrupación de Electores |
| 1983-1987 | Pedro Antonio Marín Gil         | CDS                     |
| 1987-1991 | Miguel Ángel Manzanares Sánchez | CDS                     |
| 1991-1995 | Miguel Ángel Manzanares Sánchez | PRP                     |
| 1995-1999 | Ángel Eguizábal Ochoa           | PP                      |
| 1999-2003 | Ángel Eguizábal Ochoa           | PP                      |
| 2003-2007 | Pedro Antonio Montalvo Íñigo    | PSOE                    |
| 2007-2011 | Pedro Antonio Montalvo Íñigo    | PSOE                    |
| 2011-2015 | Pedro Antonio Montalvo Íñigo    | PSOE                    |
| 2015-2019 | Pedro Antonio Montalvo Íñigo    | PSOE                    |
| 2019-2023 | Pedro Antonio Montalvo Íñigo    | PSOE                    |
| 2023-act. | Pedro Antonio Montalvo Íñigo    | PSOE                    |

## Comunicaciones
Arnedillo comunica con su cabecera de comarca, Arnedo, a través de la carretera LR-115, pasando junto a las localidades de Santa Eulalia Somera, Santa Eulalia Bajera y Herce. Ya desde Arnedo se puede alcanzar Cervera de Río Alhama, Alfaro, Calahorra y Logroño.
Siguiendo el curso del río Cidacos, la LR-115 comunica Arnedillo con otros pueblos del valle, Peroblasco y Enciso. En esa misma dirección, existe un desvío hacia la LR-484 que permite el acceso a los pueblos de Munilla y Zarzosa.
Continuando, hacia el sur, por la LR-115, esta carretera sale de La Rioja, por el valle del Cidacos, y continúa en dirección a Yanguas, situada en tierras sorianas. Esta ruta permite la comunicación con la capital Soria. Por ello Arnedillo es una de las paradas de la línea de autobús que une Soria y Calahorra.

## Economía
Por la complicada orografía de la superficie del municipio, hay poco terreno para la proliferación de cultivos y la cría de ganado, por lo que la mayoría de sus recursos económicos provienen del turismo, gracias a la gente que se acerca durante todo el año a disfrutar de su balneario y pozas termales.
La explotación de un parque eólico dentro del término municipal de Arnedillo, aunque de titularidad privada, supone una importante fuente de ingresos para el pueblo.

### Evolución de la deuda viva
El concepto de deuda viva contempla solo las deudas con cajas y bancos relativas a créditos financieros, valores de renta fija y préstamos o créditos transferidos a terceros, excluyéndose, por tanto, la deuda comercial.
| Gráfica de evolución de la deuda viva del ayuntamiento entre 2008 y 2014                             |
| |
| Deuda viva del ayuntamiento en miles de Euros según datos del Ministerio de Hacienda y Ad. Públicas. |

## Servicios
En Arnedillo hay centro médico y asistente social, farmacia, ciberteca/biblioteca, el Colegio Rural Agrupado de Alto Cidacos, frontón, cancha polideportiva, el Centro San José (con salón de actos y proyección de cine), piscinas municipales y un área municipal de caravanas.

## Patrimonio

### Edificios y monumentos

#### Puente del castillo

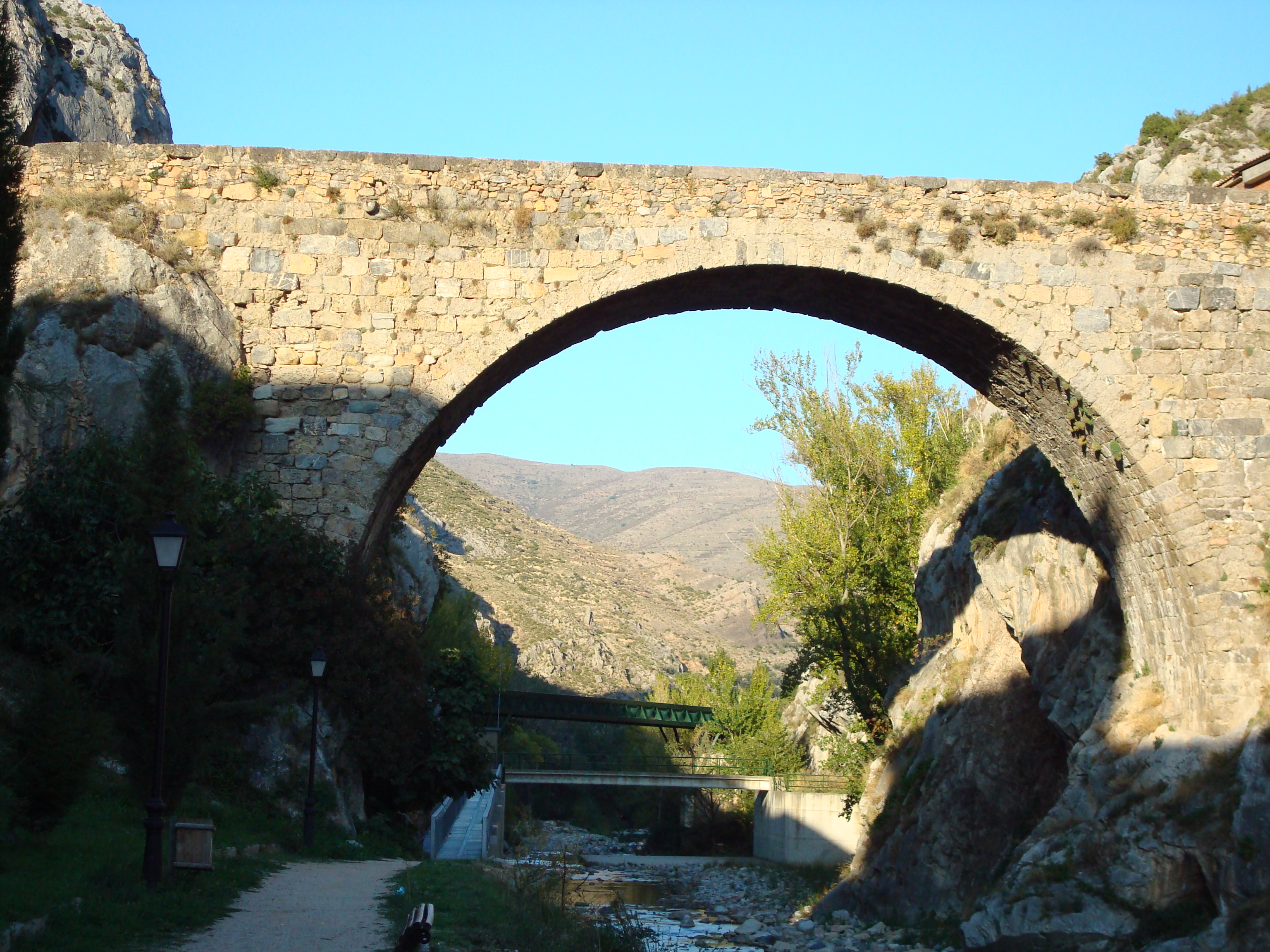
Puente del castillo

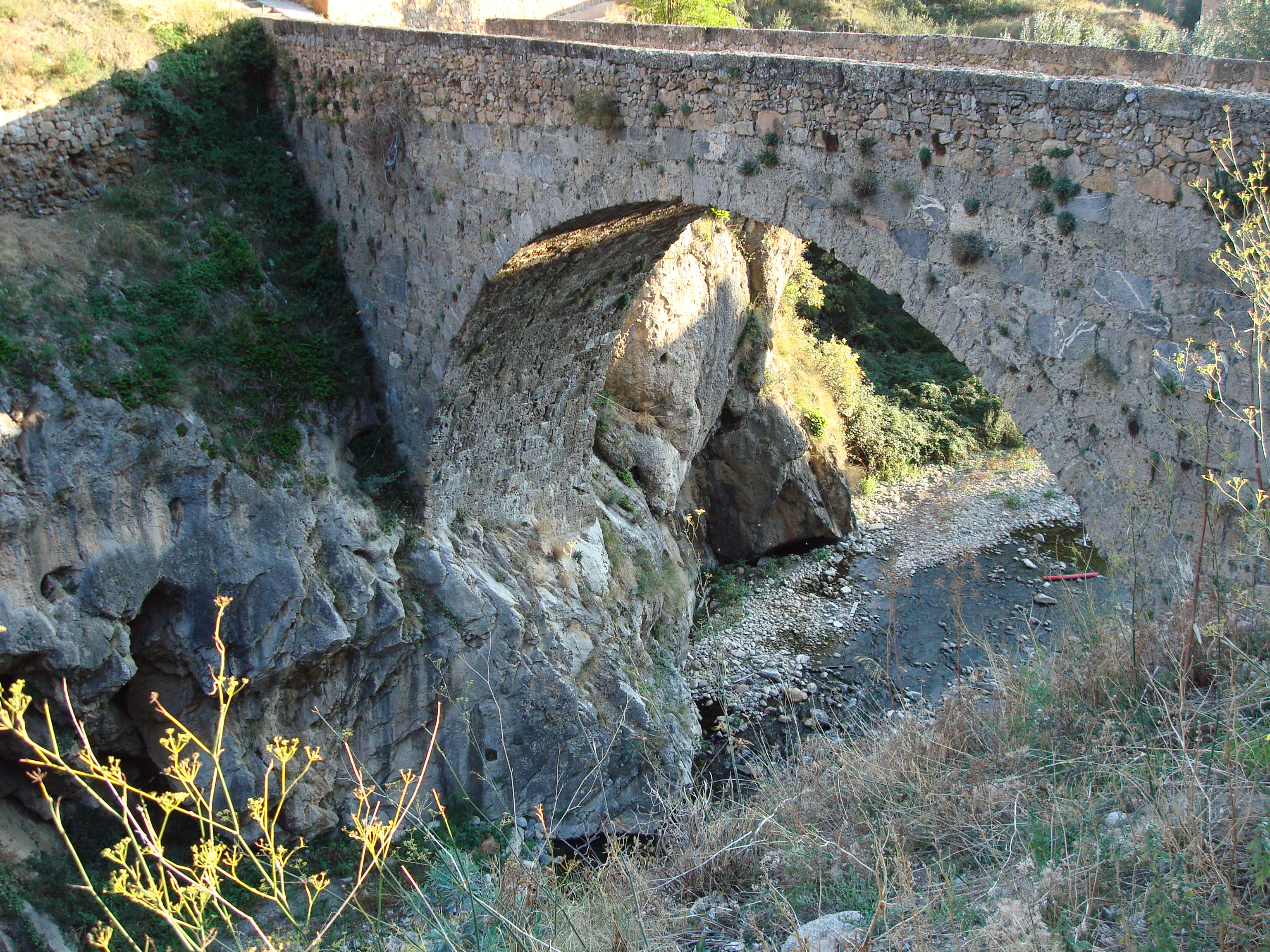
Vista del interior del ojo del puente

Puente de un ojo de medio punto asentado sobre roca. Se cree que podría datar de finales del siglo XVI o principios del siglo XVII. El material empleado en su construcción es piedra Toba calcárea y está realizado en sillería, sillarejo y mampostería. Es una obra de una excelente calidad constructiva, la cual le permitió superar el violento terremoto de 1817. Ha sufrido diversos arreglos hasta nuestros días.
A través de él se accede al cementerio y a la ermita de San Andrés.

#### Castillo de Arnedillo

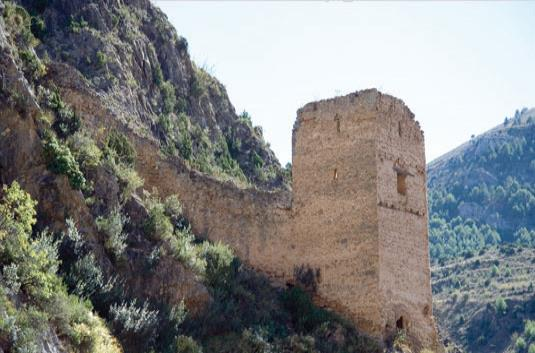
Castillo de Arnedillo

Se encuentra al norte de la villa junto a un puente ubicado en el camino que conducía de Yanguas a Arnedo. Su construcción es probablemente del siglo X y su función sería la de vigilar el paso entre el alto valle del río con la tierra de Arnedo.
Fue residencia de verano de los obispos de Calahorra y posteriormente cárcel de clérigos rebeldes. A mediado del siglo XIX se le llamaba castillo Lombera.
Realizado en sillarejo y mampostería, de él se conserva una torre de planta cuadrada, una muralla que la une con las rocas del monte y el comienzo de otro muro. Además en la base del cementerio que junto a él se encuentra, hay vestigios de antiguos muros que serían de la antigua fortaleza.
Durante el año 2021 se acometieron obras de conservación a fin de estabilizar y restaurar varios elementos que se habían deteriorado con el paso del tiempo.

#### Ruinas del castillo de Cogotonvilla
No se debe confundir con el Castillo de Arnedillo.

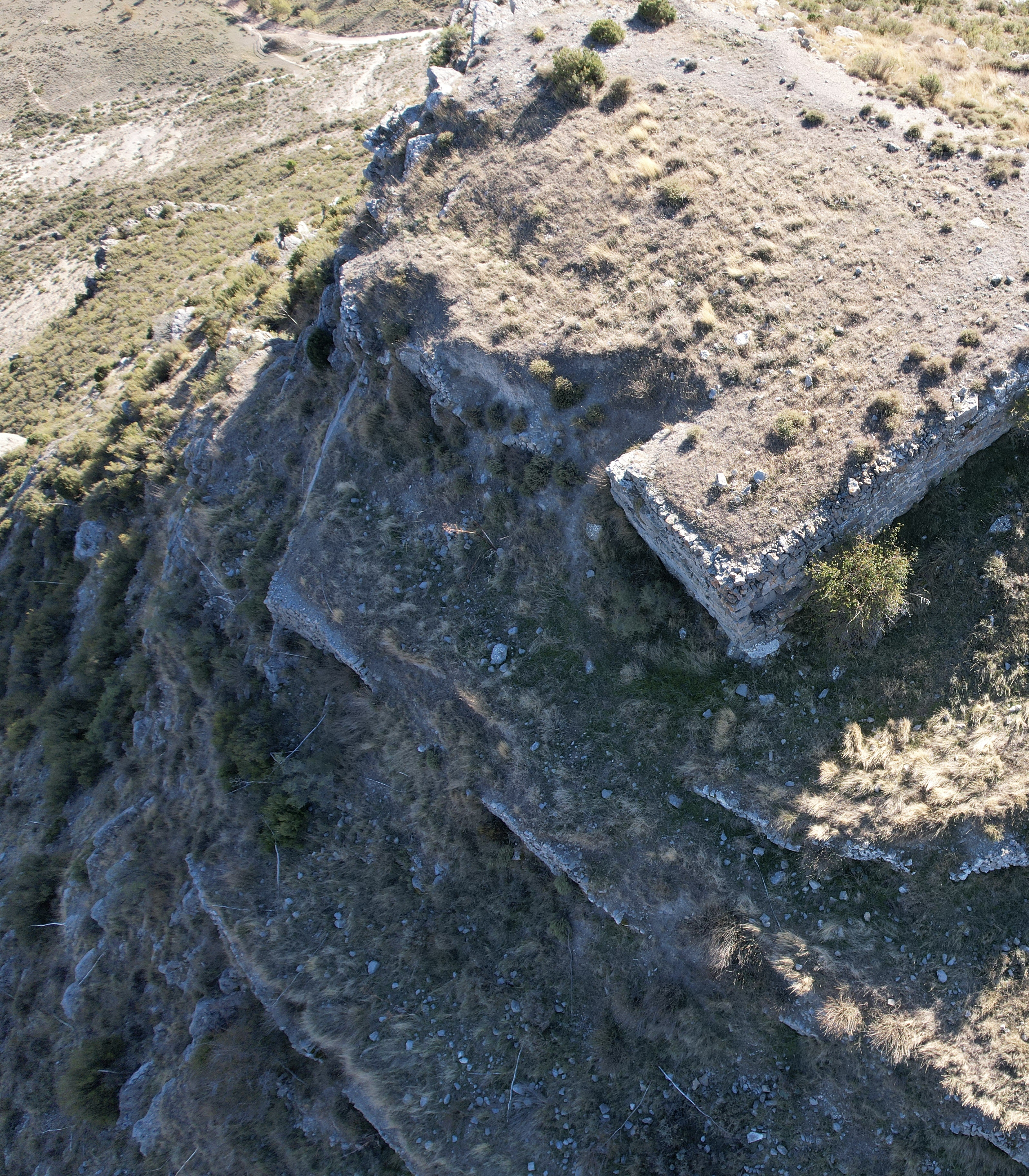
Ruinas del castillo de Cogotonvilla

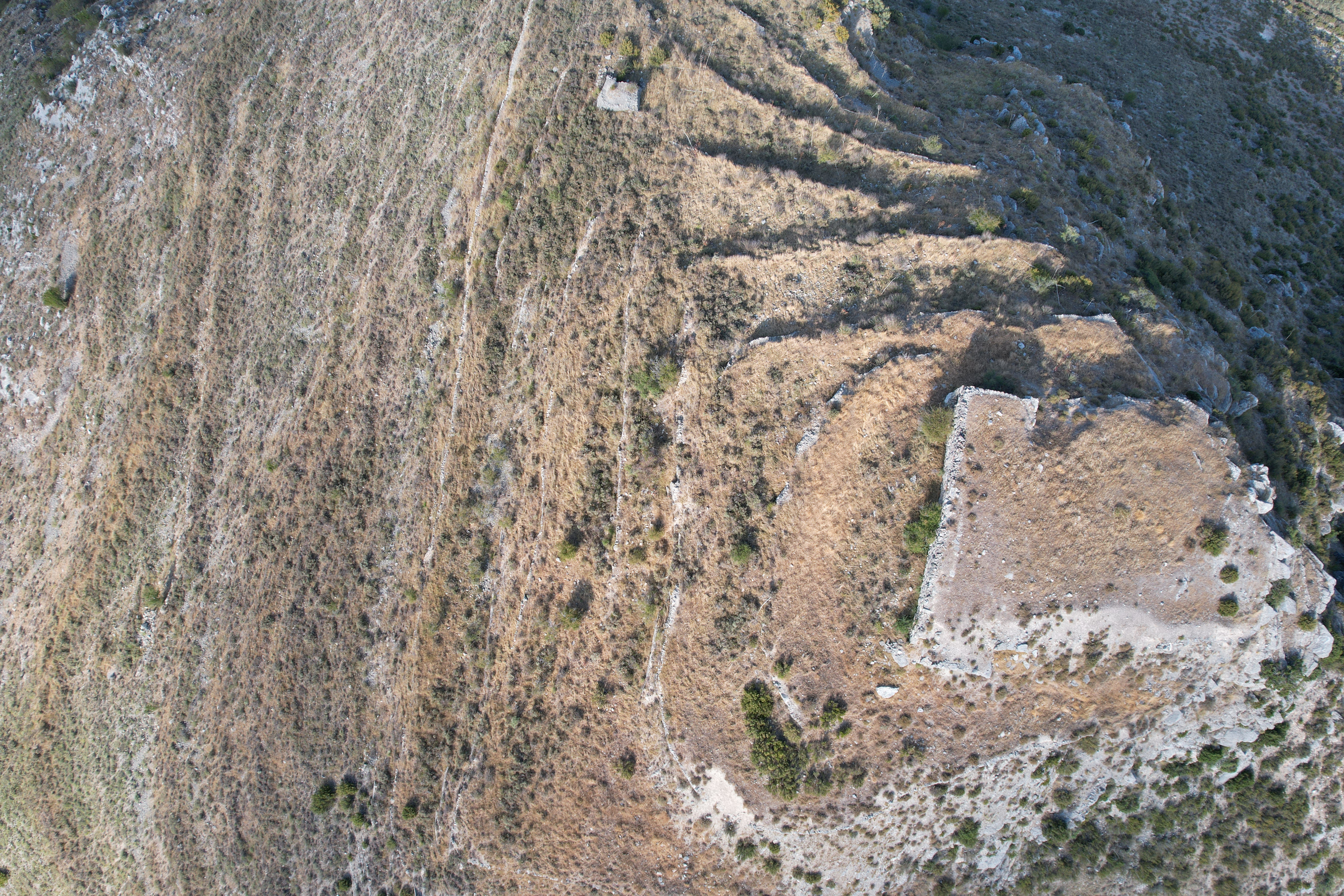
Detalle de las terrazas de la base de las ruinas del castillo de Cogotonvilla

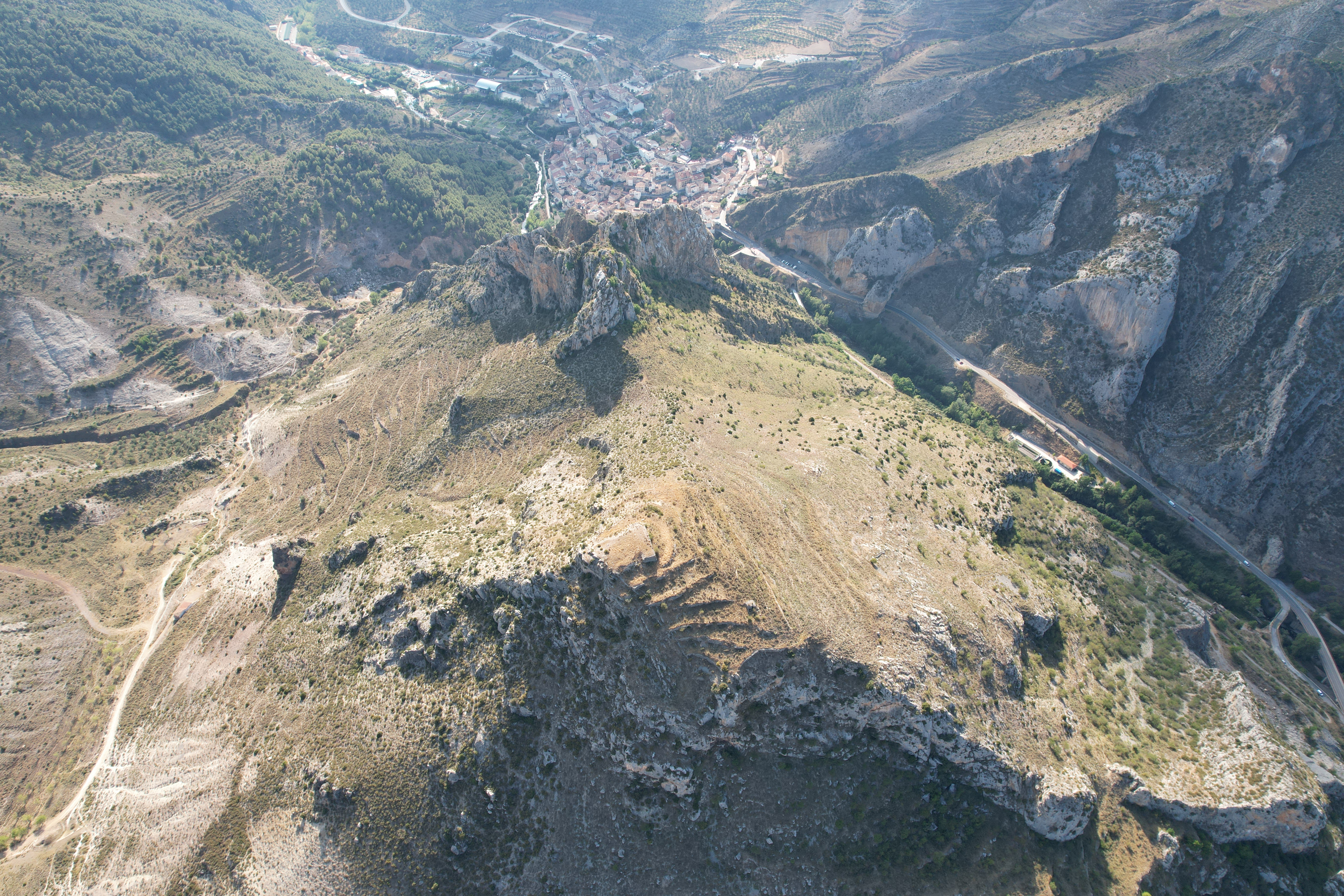
Vistas de Arnedillo desde las ruinas del castillo de Cogotonvilla

En la cumbre del monte Cornaz se encuentran las ruinas de Cogotonvilla, restos de un castillo del que solo se conservan sus cimientos construidos con sillería y mampostería, los cuales están organizados en una serie de plataformas superpuestas a modo de terrazas escalonadas. El castillo cumplía una función defensiva y de observación ya que, desde esta atalaya, se podía divisar el valle del río Cidacos en su totalidad.

#### Iglesia de San Servando y San Germán

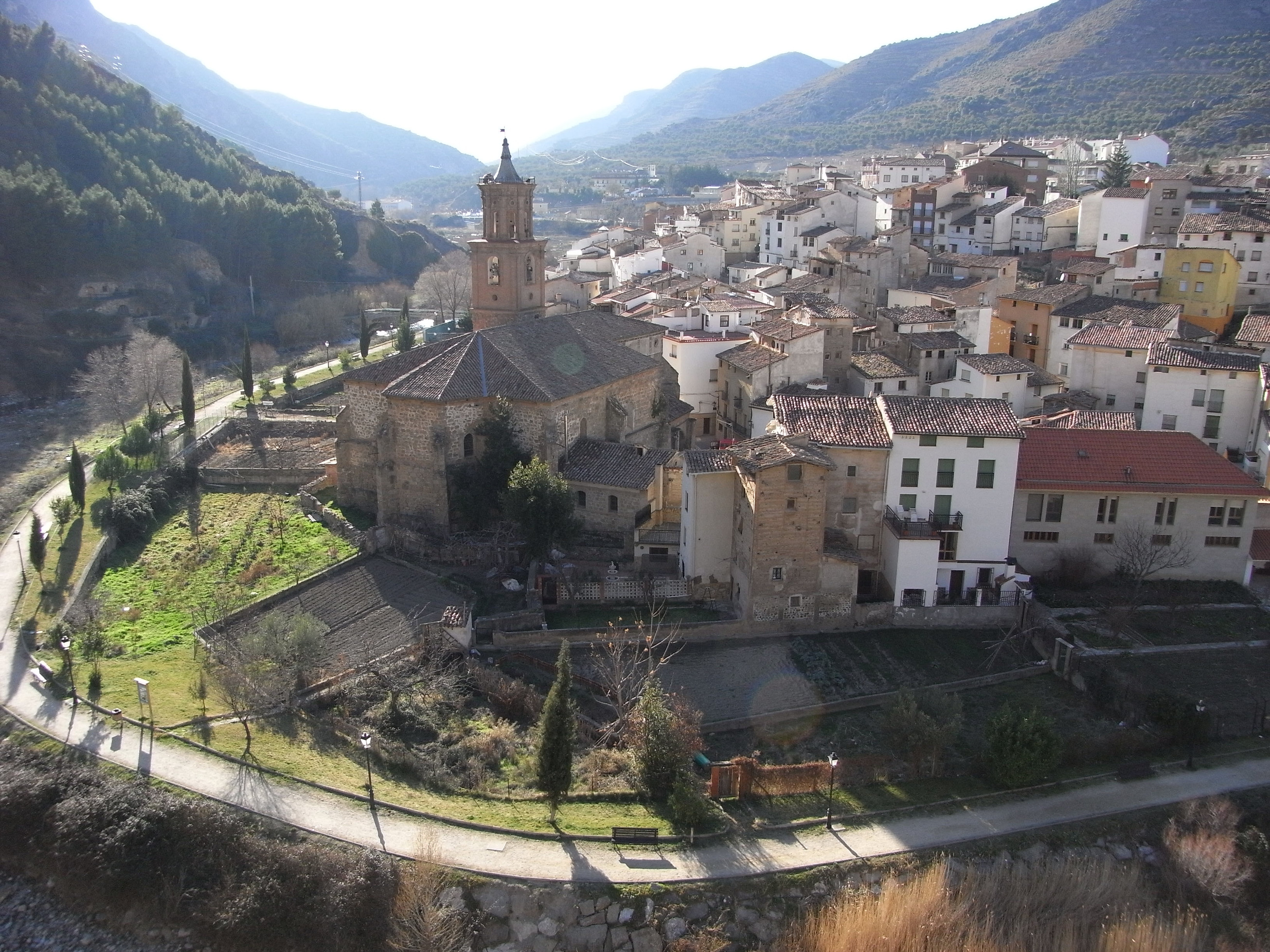
Entorno de la iglesia de San Servando y San Germán

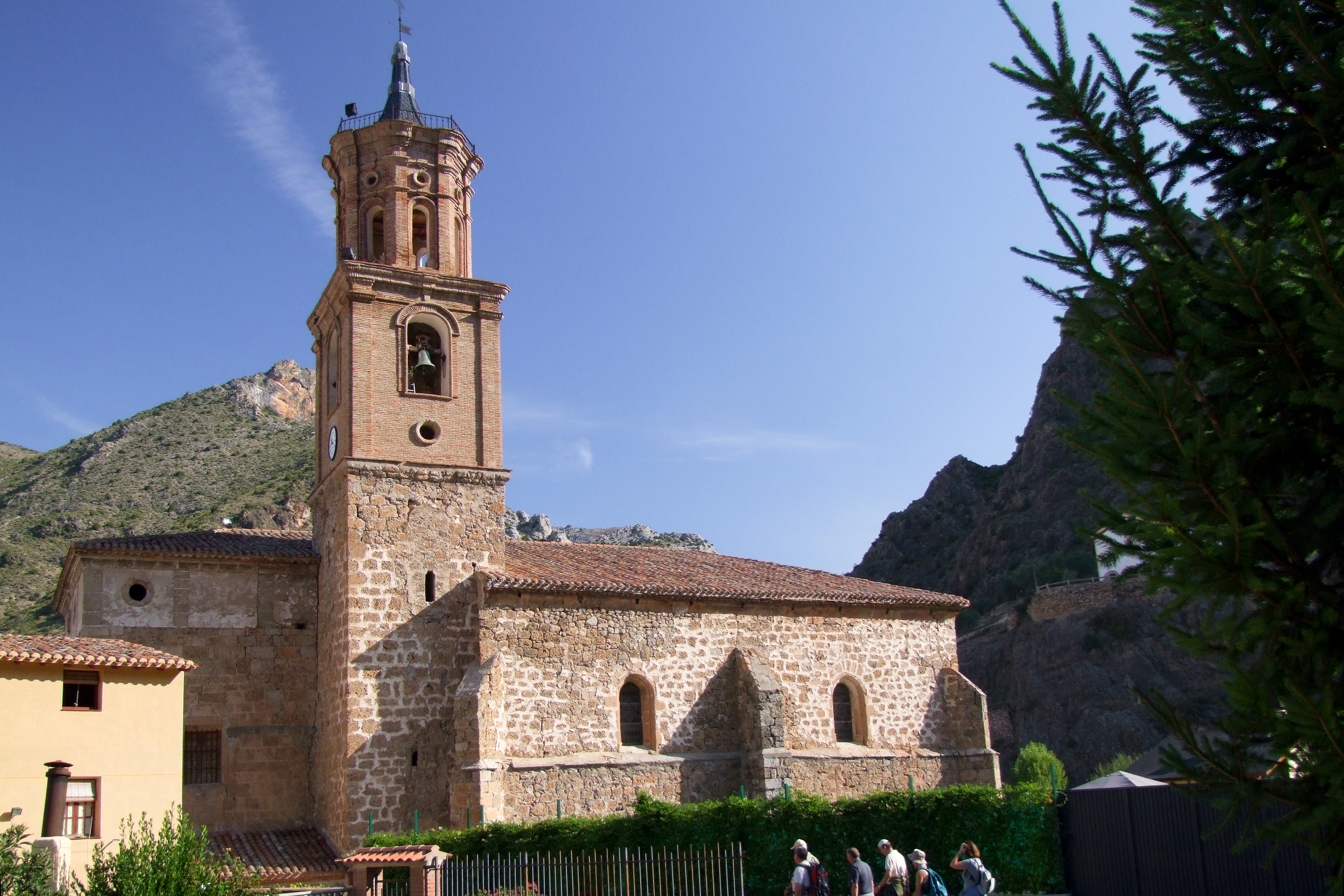
Iglesia de San Servando y San Germán

Fue construida a principios del siglo XVI sobre una iglesia gótica anterior. El pórtico y el coro alto fueron realizados a finales del mismo siglo o comienzos del siguiente. La sacristía y la parte superior de la torre son del siglo XVIII. El retablo mayor de 1560 es renacentista y está dedicado a San Servando y San Germán. Cuenta también con los retablos laterales barrocos de la Virgen del Carmen, San Joaquín y Santa Ana.
Destaca una talla románica del siglo XIII, procedente de la ermita de la Virgen de Peñalba, a la que se la cortó la cabeza, siendo repuesta en el siglo XVIII.
El órgano es del siglo XVII con añadidos de los siglos XVIII y XIX.
Durante su historia, la iglesia de San Servando y San Germán ha sufrido diversas modificaciones y restauraciones, como consecuencia de los daños ocasionados por guerras y terremotos.
Fue declarada Bien de Interés Cultural en la categoría de Monumento el 28 de junio de 1984.

#### Ermitas
Arnedillo es conocido tradicionalmente como el 'pueblo de las siete ermitas', que podrían ser ocho si consideramos la capilla de San Zoilo, en el balneario, como otra ermita más. Hay varias rutas de senderismo que las recorren:

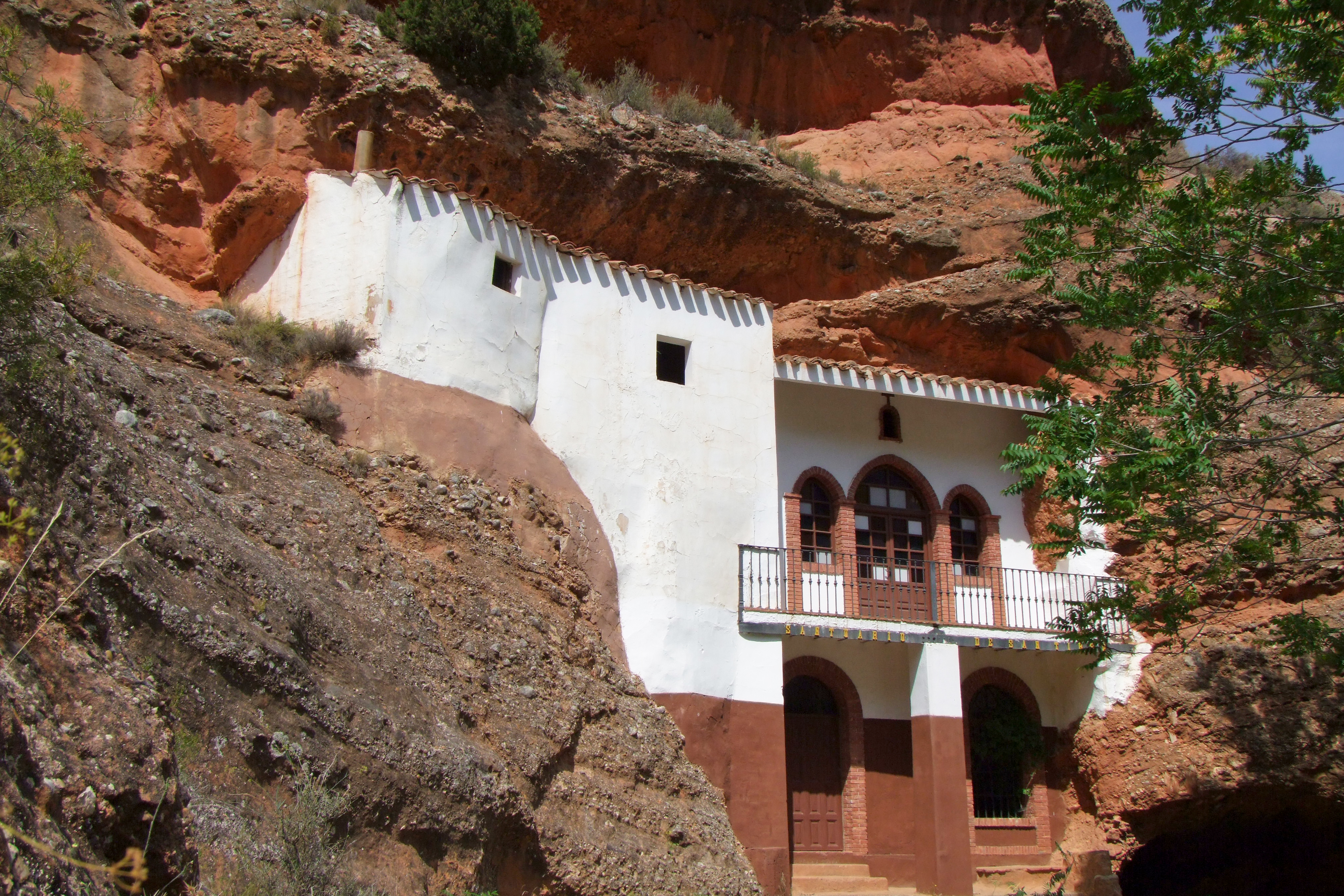
Ermita de San Tirso

- San Tirso: es una cueva excavada en roca en el 869 a dos kilómetros del pueblo.

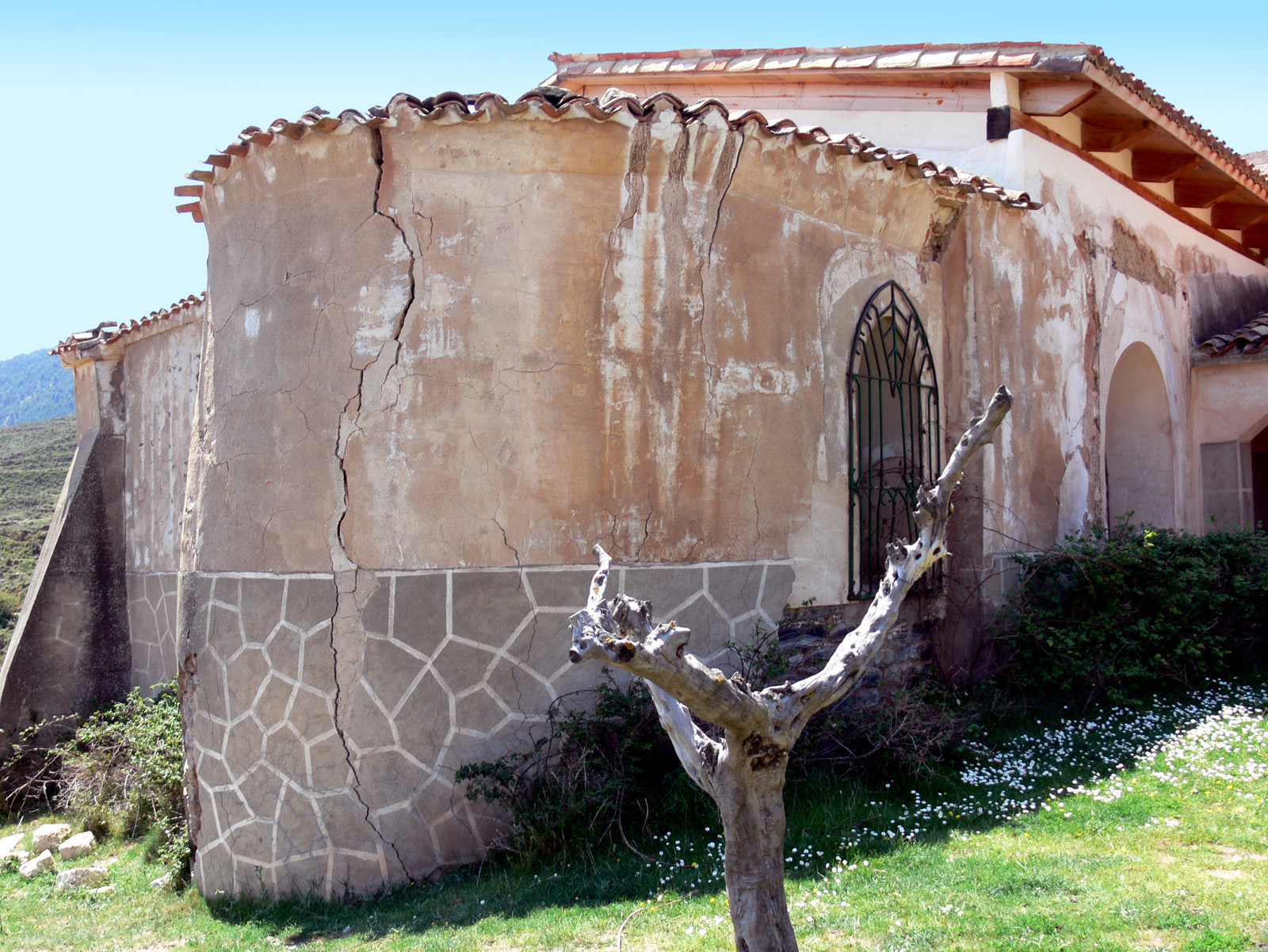
Ermita de Santa María de Peñalba

- Santa María de Peñalba: mozárabe del siglo X. Fue la iglesia del antiguo pueblo de Peñalba, ya abandonado. Es un edificio de mampostería con dos naves de dos tramos, con un pilar central del que parten cuatro arcos de medio punto. Consta de dos ábsides, uno  en forma de herradura y otro cuadrangular, que  se abren hacia la nave a través de dos arcos de herradura de estilo visigótico. Tiene incoado expediente como Bien de Interés Cultural en la categoría de Monumento desde el 13 de diciembre de 1979.[8]

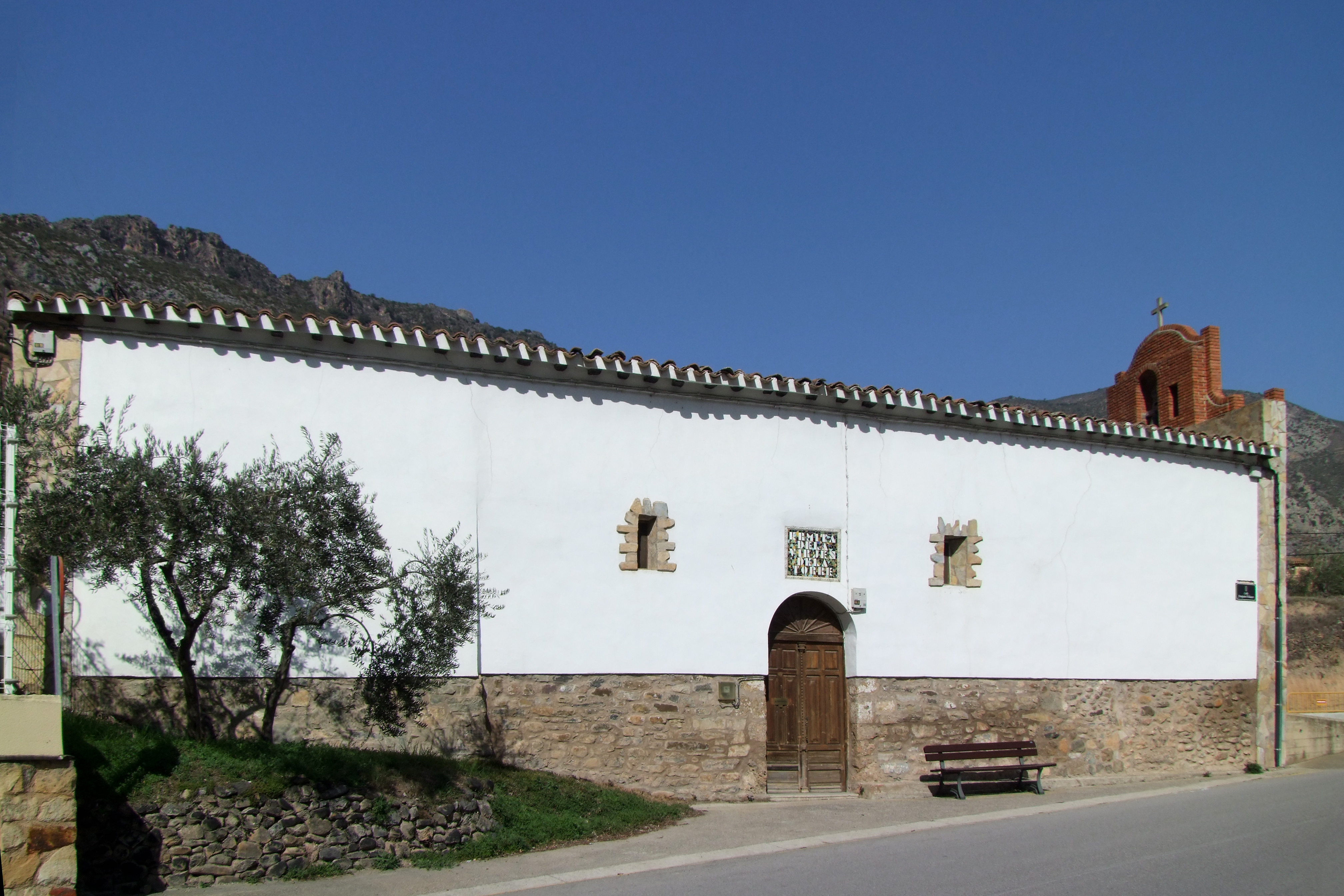
Ermita de la Virgen de la Torre

- Virgen de la Torre: originalmente del siglo XVI, fue rehecha posteriormente en ladrillo. Tiene un retablo romanista de principios del siglo XVII, con tallas góticas de la Virgen de la Torre, San Bartolomé, San José y Santa Bárbara. A los lados del altar se encuentran las imágenes de los dos patrones de Arnedillo. También se encuentran las de Peroblasco, San Sebastián; y de Antoñanzas, Santa Lucía; ambas del siglo XVI.

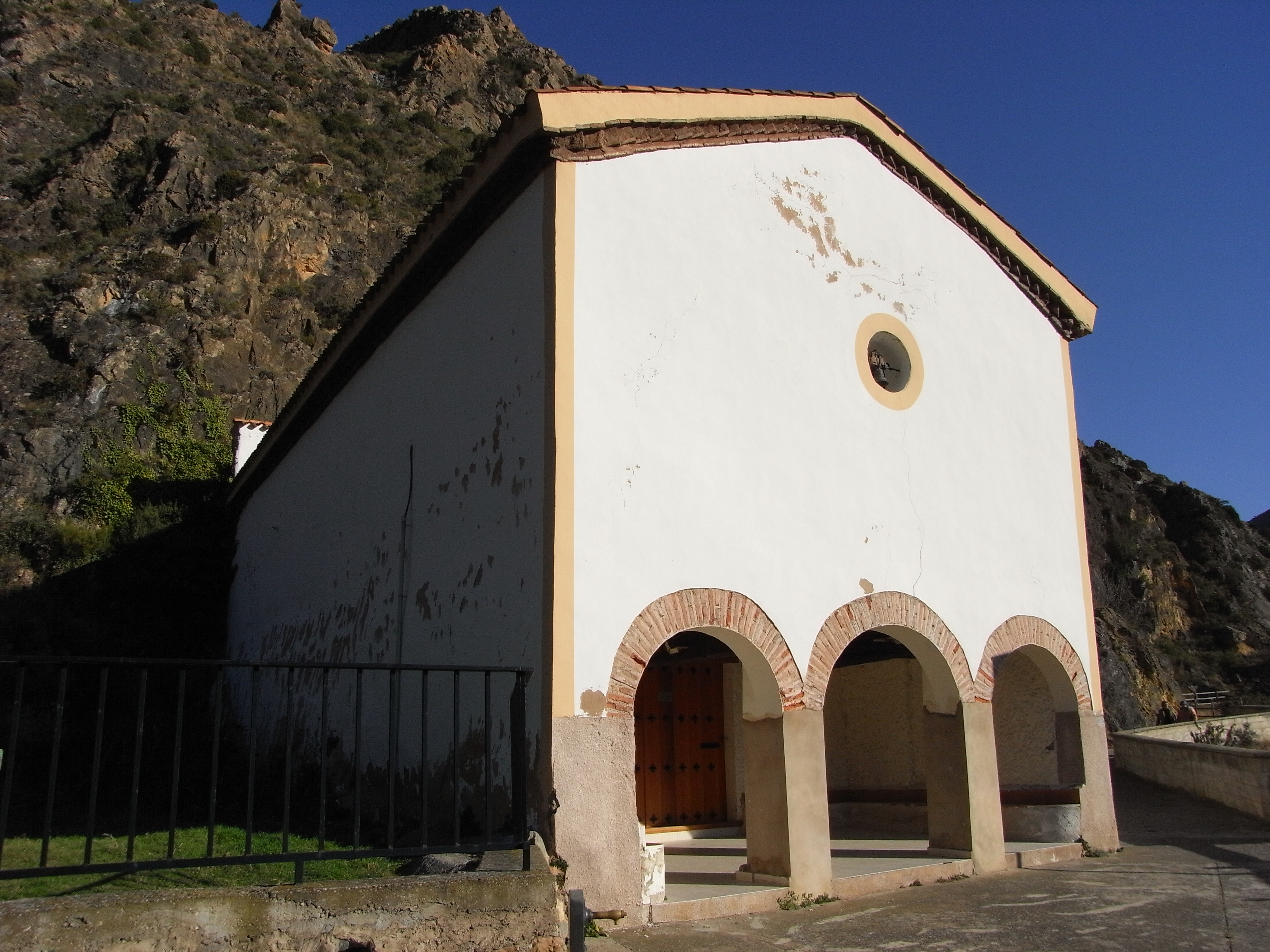
Ermita de San Andrés

- San Andrés y San Blas: del siglo XVIII con estilo barroco, realizada en mampostería con planta rectangular. Tiene un pequeño retablo rococó de 1770 con una imagen romanista de San Andrés de comienzos del siglo XVII.

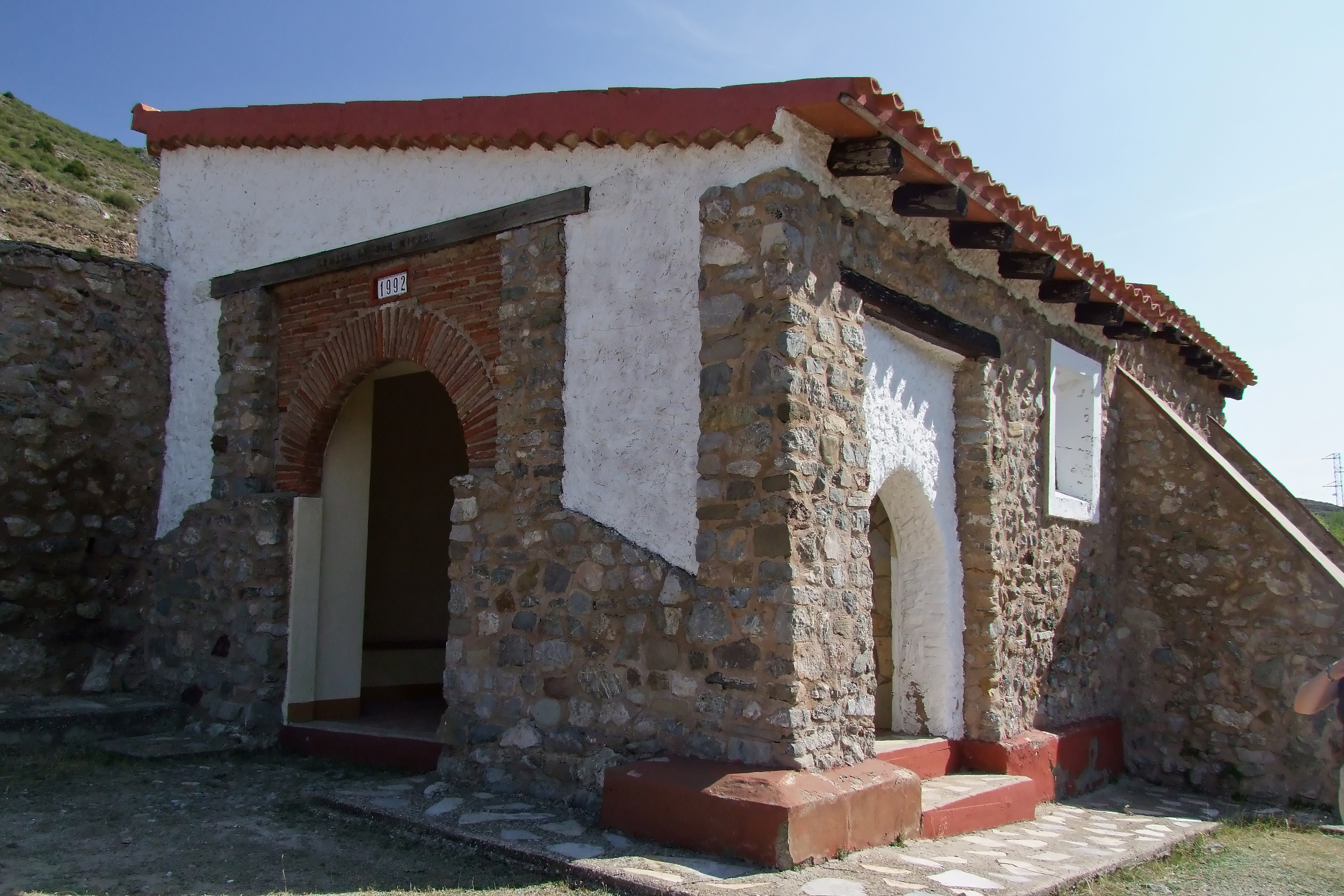
Ermita de San Miguel

- San Miguel: reconstruida sobre una ermita anterior del siglo XVI. Cuenta con una imagen de San Miguel de finales del siglo XVI.

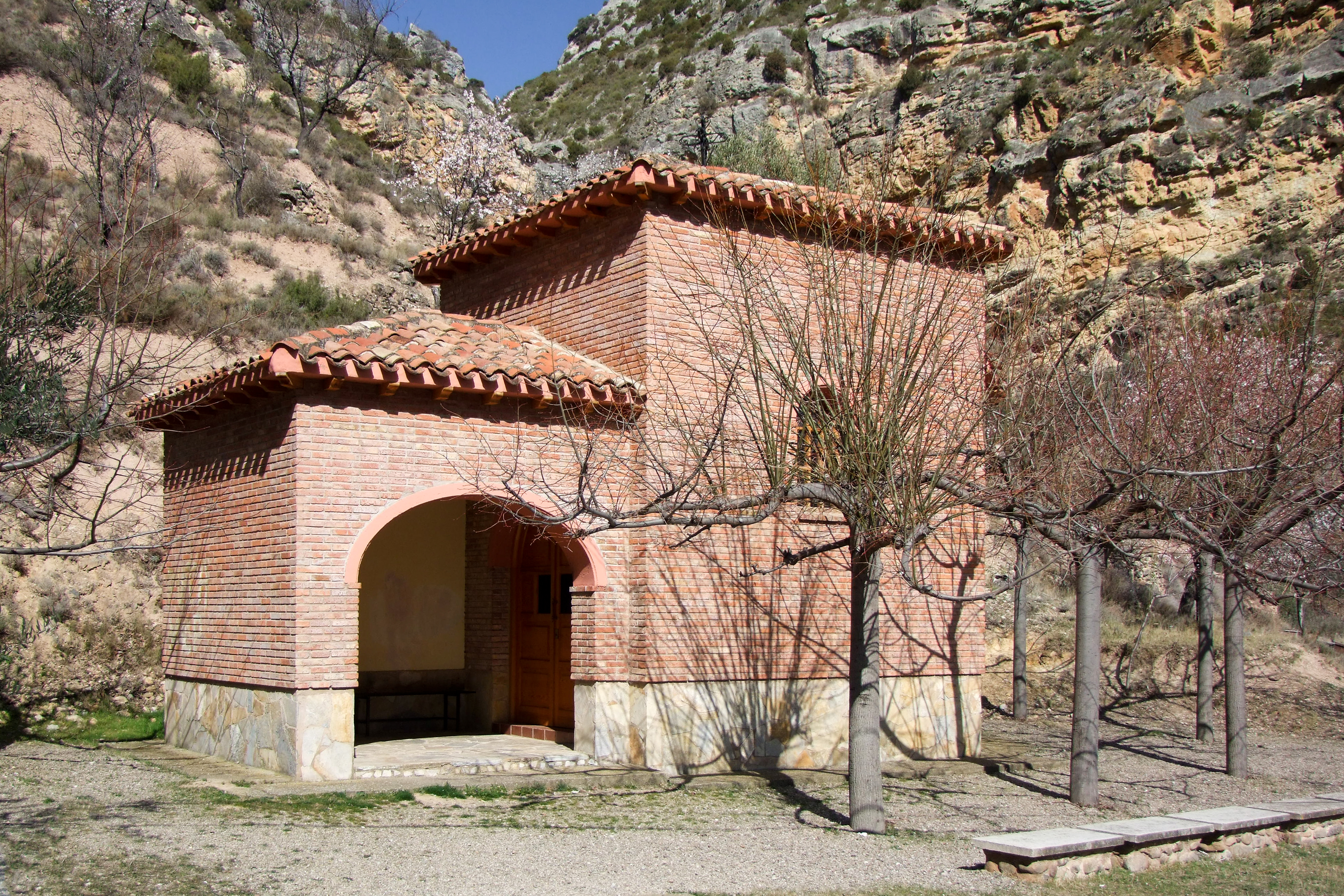
Ermita de Santiago

- Santiago: construcción moderna, de la década de 1990, que sustituye a otra anterior situada a 100 m de la ermita actual, la cual fue demolida para facilitar la construcción de un nuevo puente en la carretera LR-115, que cruza el río Cidacos en este punto. Alberga una talla de Santiago a caballo del siglo XVII.

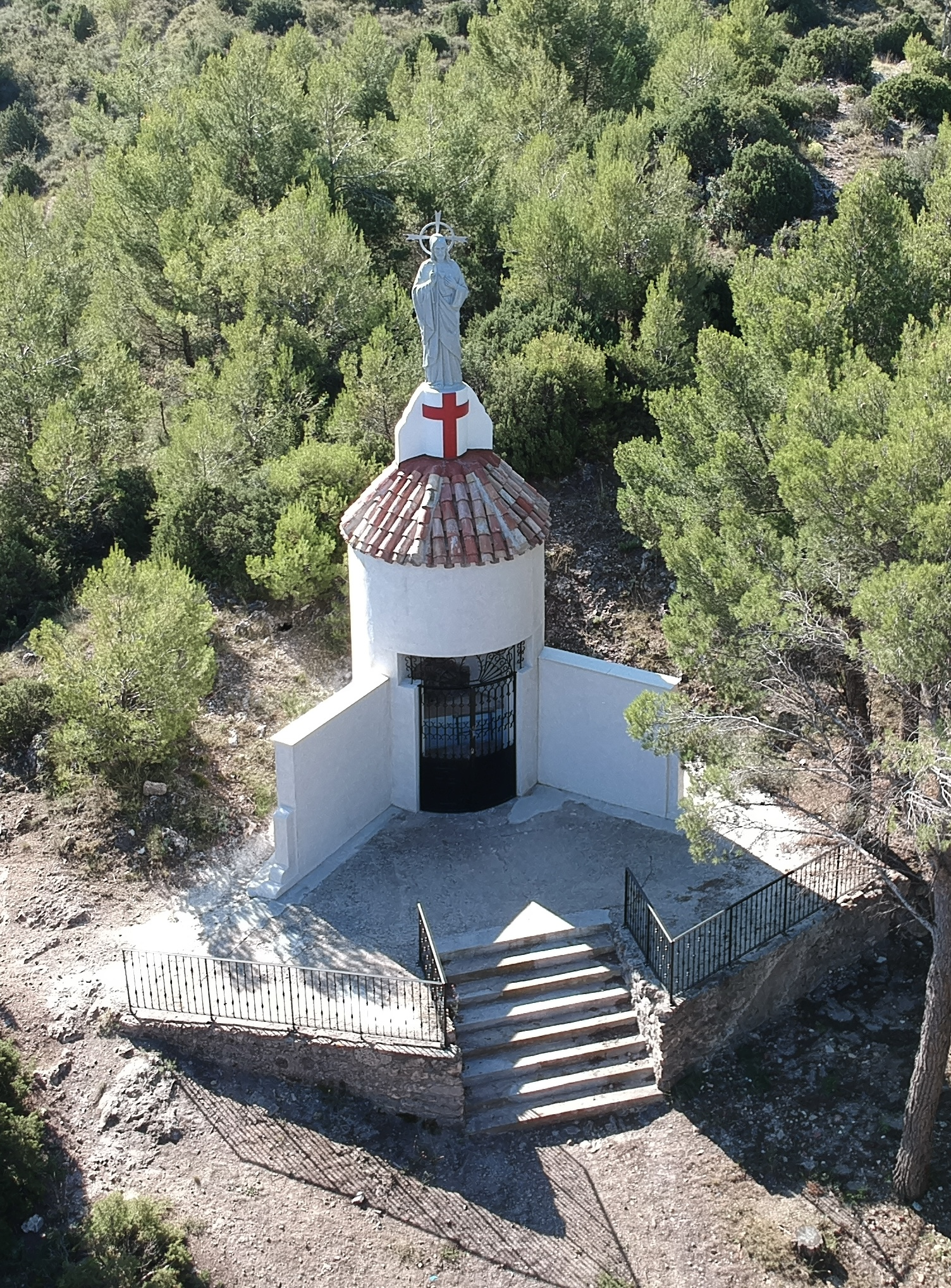
Ermita del Sagrado Corazón

- Sagrado Corazón: monumento con un pequeño altar construido en el siglo XX. Está dedicada al Corazón de Jesús y corona el monte al que da su nombre.
- San Zoilo: es la capilla del balneario.

### Aguas termales
El municipio es muy conocido por sus aguas termales, que fluyen por varios manantiales. Algunos de ellos son aprovechados por un balneario, cuyos orígenes podrían remontarse a época romana basándose en algunos vestigios encontrados. Otros manantiales son de acceso libre, conocidos como "Pozas".
Las Pozas, tal y como las conocemos actualmente, fueron construidas durante la primera década del siglo siglo XXI y están realizadas en mampostería, utilizando la propia piedra recogida del río Cidacos. La denominación de ”Pozas” es previa a su construcción y tiene su origen en los pequeños estanques que los bañistas elaboraban, de manera artesanal, mediante la colocación ordenada de cantos rodados extraídos del propio río.
Las termas están compuestas de tres pozas comunicadas entre sí, de forma que el agua va pasando de una a otra consecutivamente. A la primera, entra el agua caliente a 52 °C, directamente del manantial, que pasa a la segunda y posteriormente a la tercera, la cual es vertida al río por el lado opuesto.

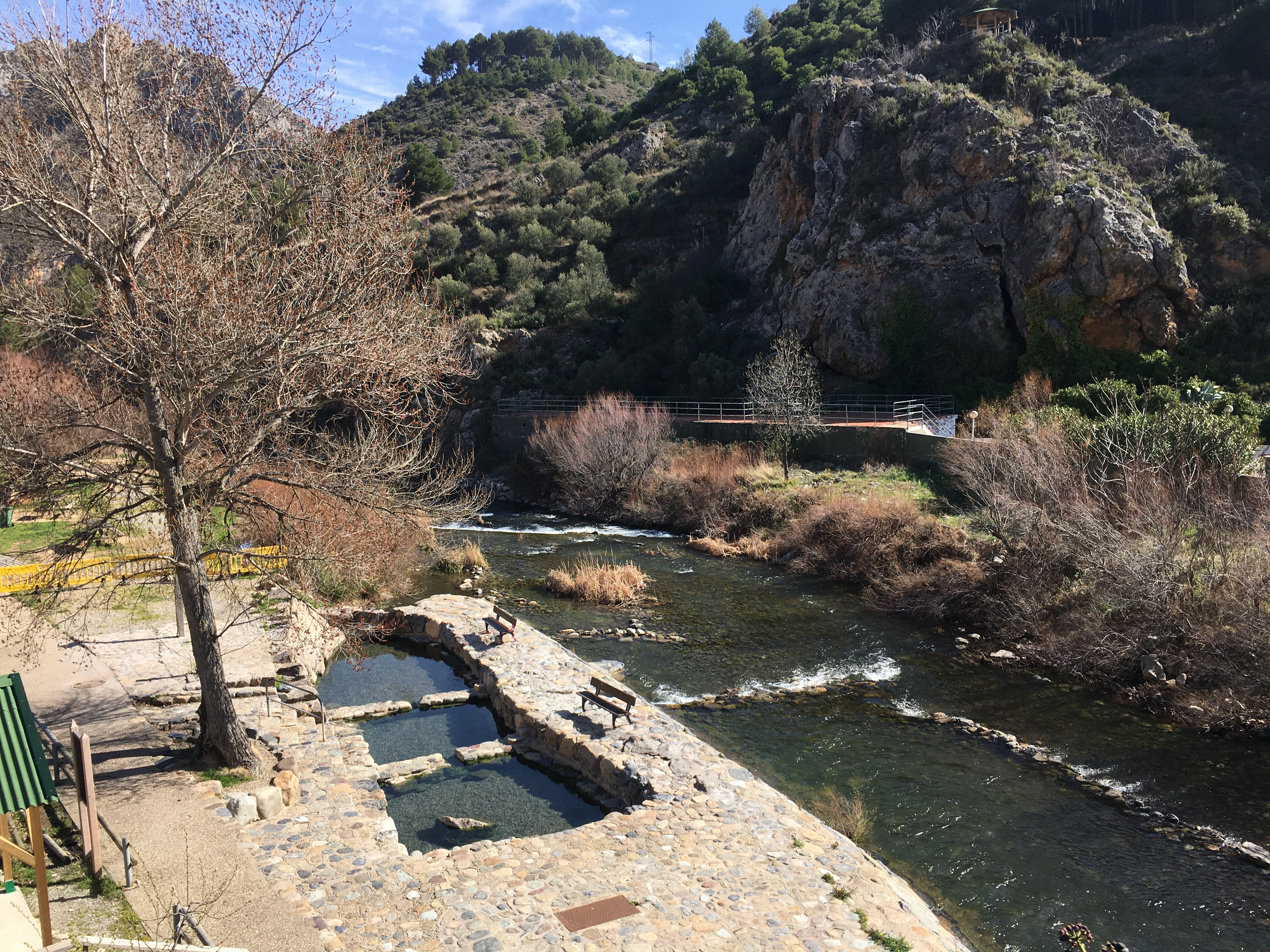
Pozas de aguas termales junto al río Cidacos

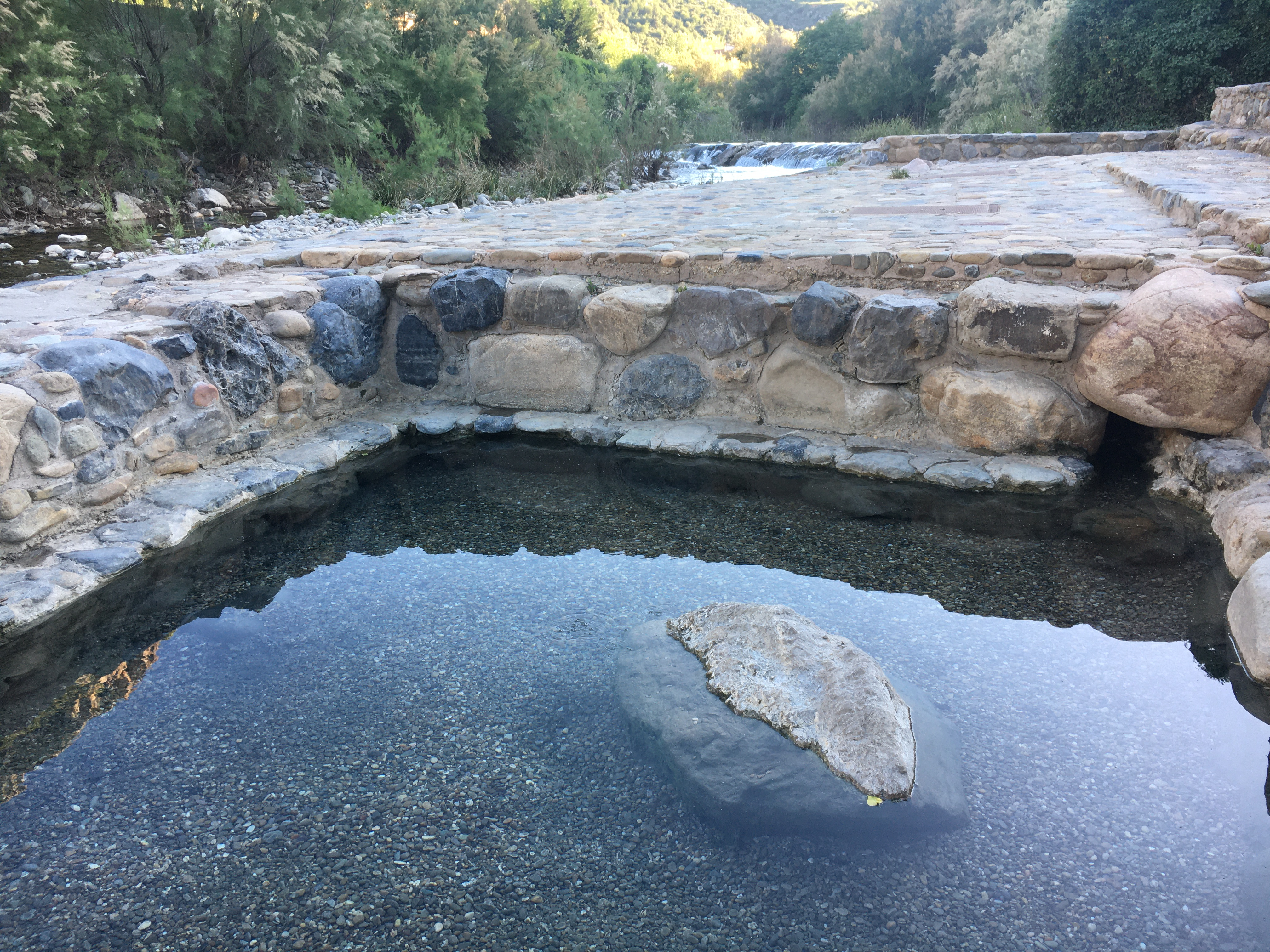
Detalle de la primera poza en la que se puede apreciar el manantial

El agua penetra en la tierra arenisca. Mientras toma profundidad va recogiendo diferentes componentes y aumentado su temperatura unos 3 °C cada 100 m, llegando a alcanzar unos 120 °C al toparse con piedras calizas a unos 3500 m de profundidad. Al descender hasta los 4000 m se topa con arcillas impermeables sobre las que fluye hasta toparse con una nueva zona de calizas por la que asciende, llegando al exterior todavía caliente, a unos 52 °C.
Estas aguas medicinales han sido clasificadas como clorurado sódicas, sulfatado cálcicas, bromuradas, con iones de magnesio, hierro, silicio y rubidio, radiactivas e hipertermales.
En junio de 1816, el rey Fernando VII visitó el Balneario de Arnedillo para recibir tratamiento que le aliviaran los dolores que padecía en una de sus piernas. Durante esta visita, el rey sufrió un accidente que casi le cuesta la vida. Al acercarse al pozo, donde brotaba el lodo, el rey resbaló, se cayó y a punto estuvo de ser engullido en él. Este incidente dio lugar a la creación del Cuerpo de Médicos Directores de Baños, a través de un Real Decreto promulgado el 29 de junio de 1816.
El 18 de marzo de 1817, como consecuencia de un terremoto, dejan de brotar las aguas, las cuales vuelven a surgir en junio de ese mismo año.
El balneario es comprado, en septiembre de 1847, por el calagurritano Florencio Martínez de Pinillos y Ripa. Se construye un nuevo hotel y se modernizan las instalaciones para dar alojamiento y proporcionar un mejor servicio a los bañistas. En 1920 el balneario  comienza a ofrecer nuevos tratamientos basados en la aplicación de barro natural sobre la piel de los bañistas. En 1970 se amplia el edificio y en 1994 se acomete una reforma integral a fin de modernizar el hotel y sus instalaciones. Desde 2002 la explotación del balneario se realiza a cargo de la empresa Terma Europa.

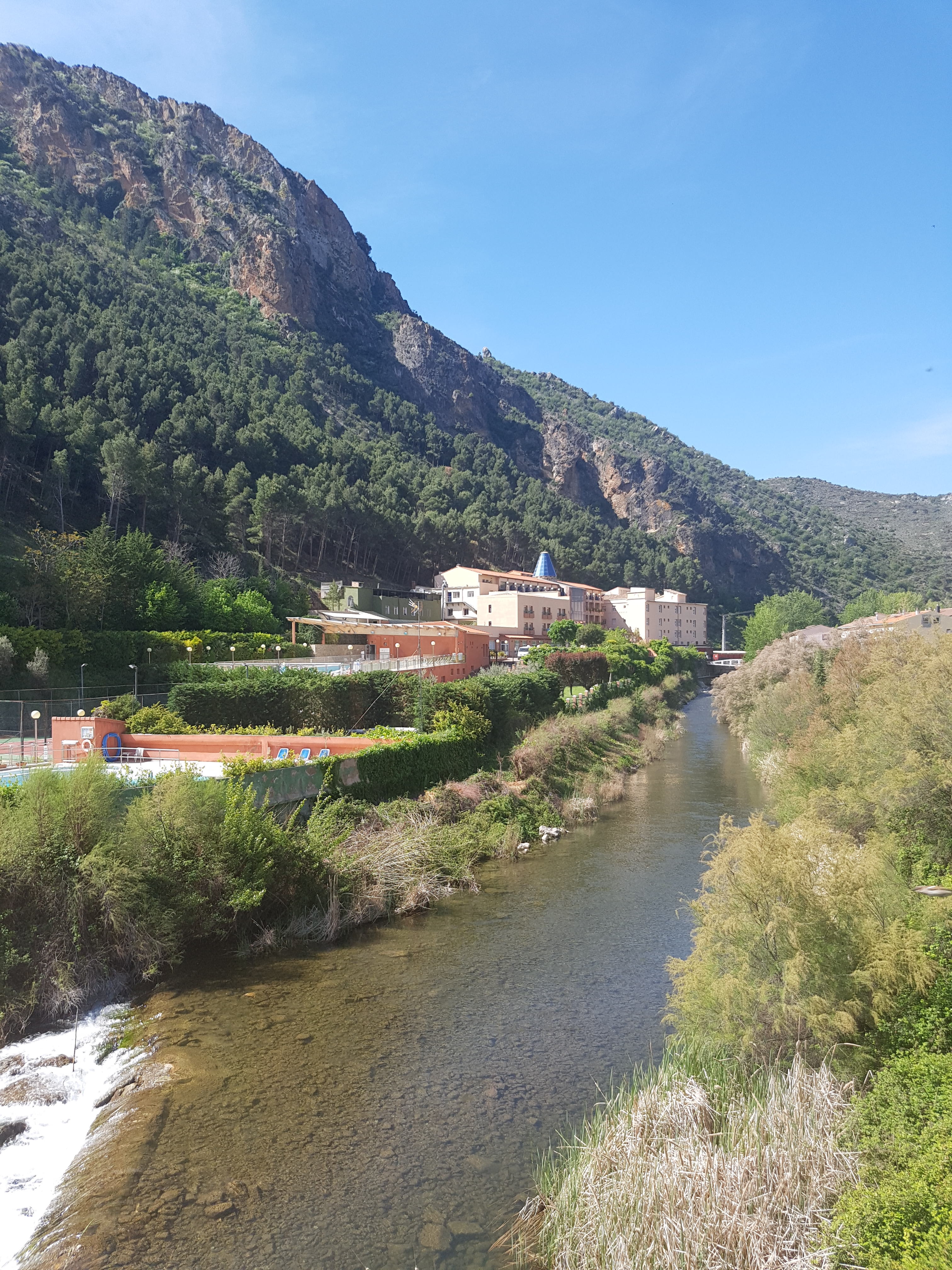
Balneario de Arnedillo

### Icnitas
Durante el periodo Cretácico inferior formó parte de una llanura encharcada que se desecaba periódicamente, dejando atrás zonas fangosas en las que las huellas de dinosaurio quedaban marcadas a su paso. Con el tiempo éstas se secaban y cubrían con nuevos sedimentos cuyo peso prensaba las capas inferiores, haciéndolas solidificar en rocas con el paso de millones de años. La erosión ha ido desgastando las capas superiores haciendo visibles muchas de estas formaciones rocosas, permitiendo observar las icnitas.
En el municipio se encuentran los yacimientos de Las Hoyas y La Mata, ambos declarados como Bien de Interés Cultural en la categoría de Sitio Histórico desde el 23 de junio de 2000. El primero se sitúa cerca de Arnedillo, junto al barranco Vadillo y es de fácil acceso. En él se observan diez huellas aisladas de dinosaurios probablemente carnívoros. De ellas siete son de tres dedos y las otras tres son huecos redondeados. Las tres mejor conservadas pueden ser un rastro. El segundo yacimiento se encuentra cerca de Peroblasco, en el paraje que le da nombre y es de acceso fácil. Contiene diecinueve huellas de carnívoro poco profundas pero bien formadas, de las que cuatro forman un rastro.

### Otros
- Nevero: es un nevero artificial construido en la Edad Media cercano a la ermita de Peñalba.
- Trujal de aceite: construido en el siglo XIX para la elaboración de aceite aprovechando la fuerza motriz del agua. Conserva la maquinaria que se utilizaba.

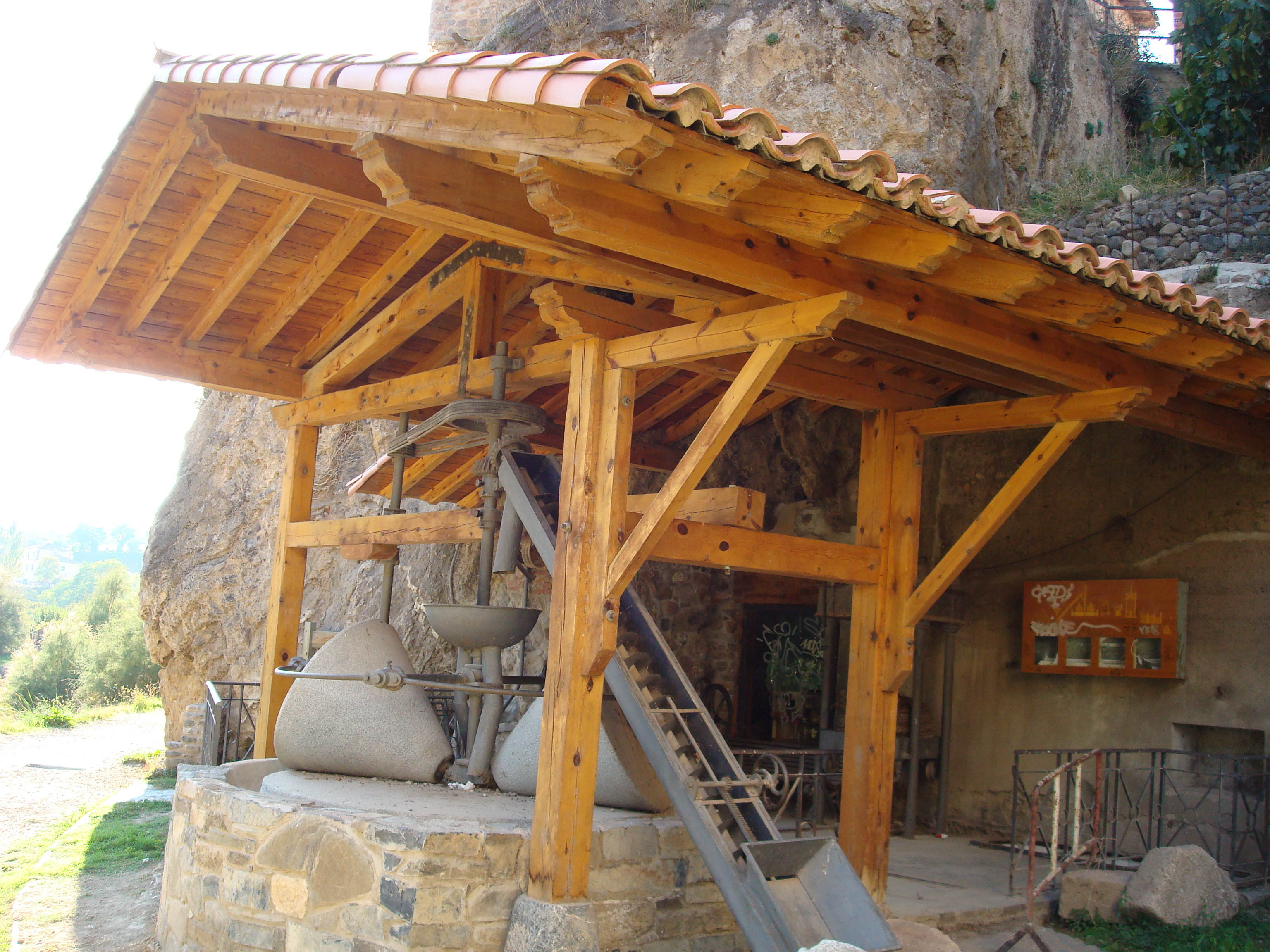
Trujal de aceite junto a la Vía Verde

- Corazón de Jesús: monumento de origen católico que corona el monte del mismo nombre y al que se puede acceder tanto desde el pueblo como desde el balneario. Desde su cima se puede disfrutar de espléndidas vistas del propio Arnedillo y de sus aledaños.

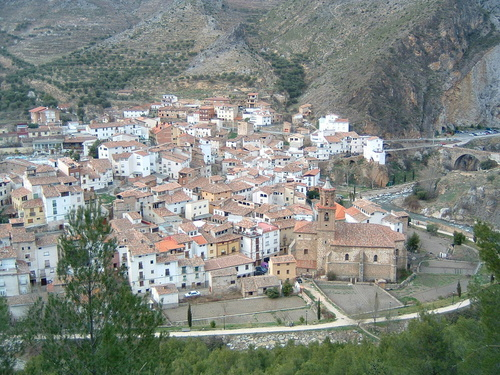
Arnedillo visto desde el Corazón de Jesús

- Gurugús: miradores cubiertos con un tejado de planta octogonal abierto por los laterales y soportado por ocho pilares de madera. Dos de ellos se encuentran en la subida al Corazón de Jesús desde el balneario y un tercero junto a las pozas de aguas termales.

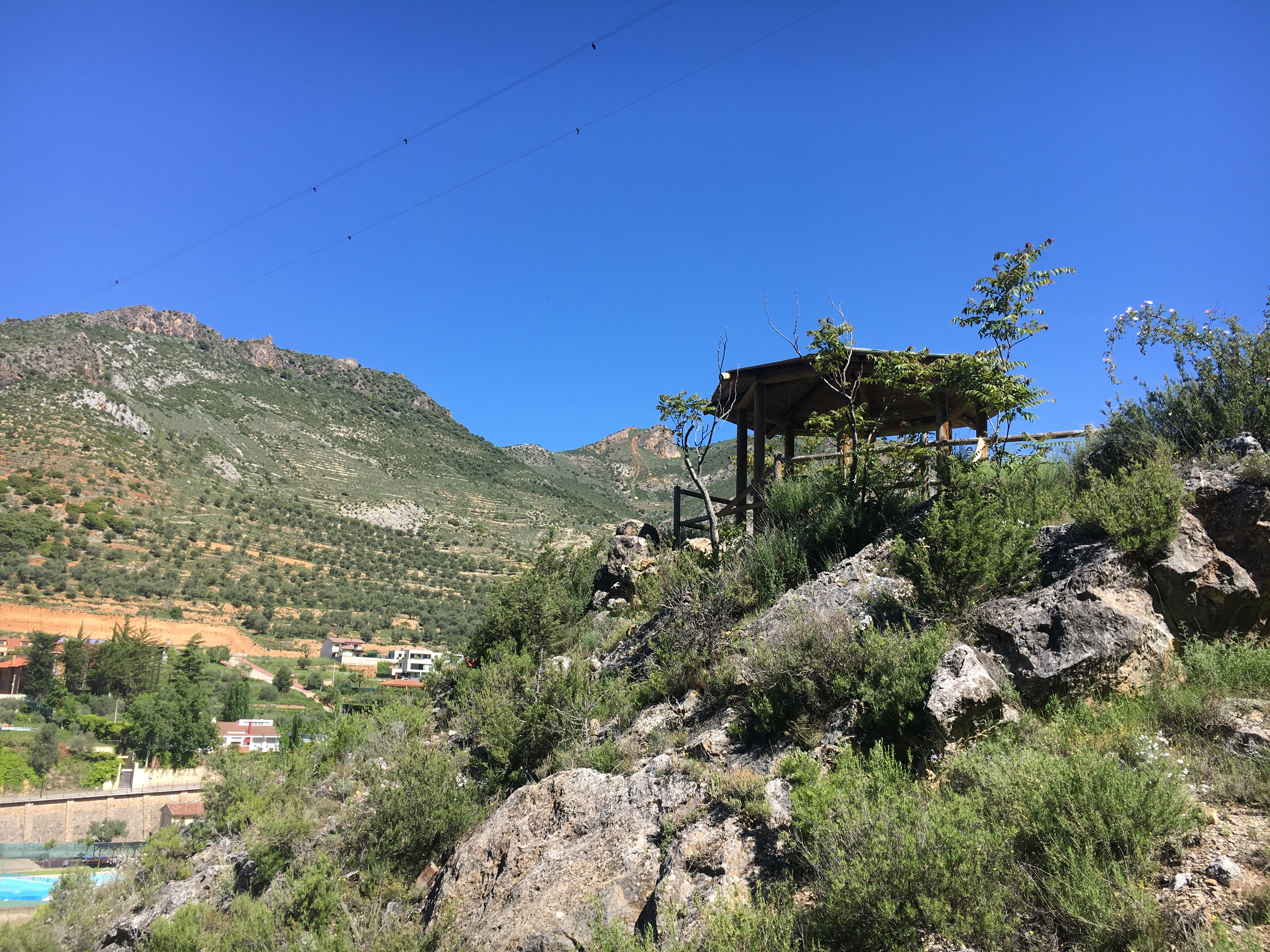
Gurugú o mirador subiendo al Corazón de Jesús

- Lavadero: en desuso desde la década de 1970. Sus paredes están decoradas con murales que recrean antiguas escenas cotidianas del pueblo.

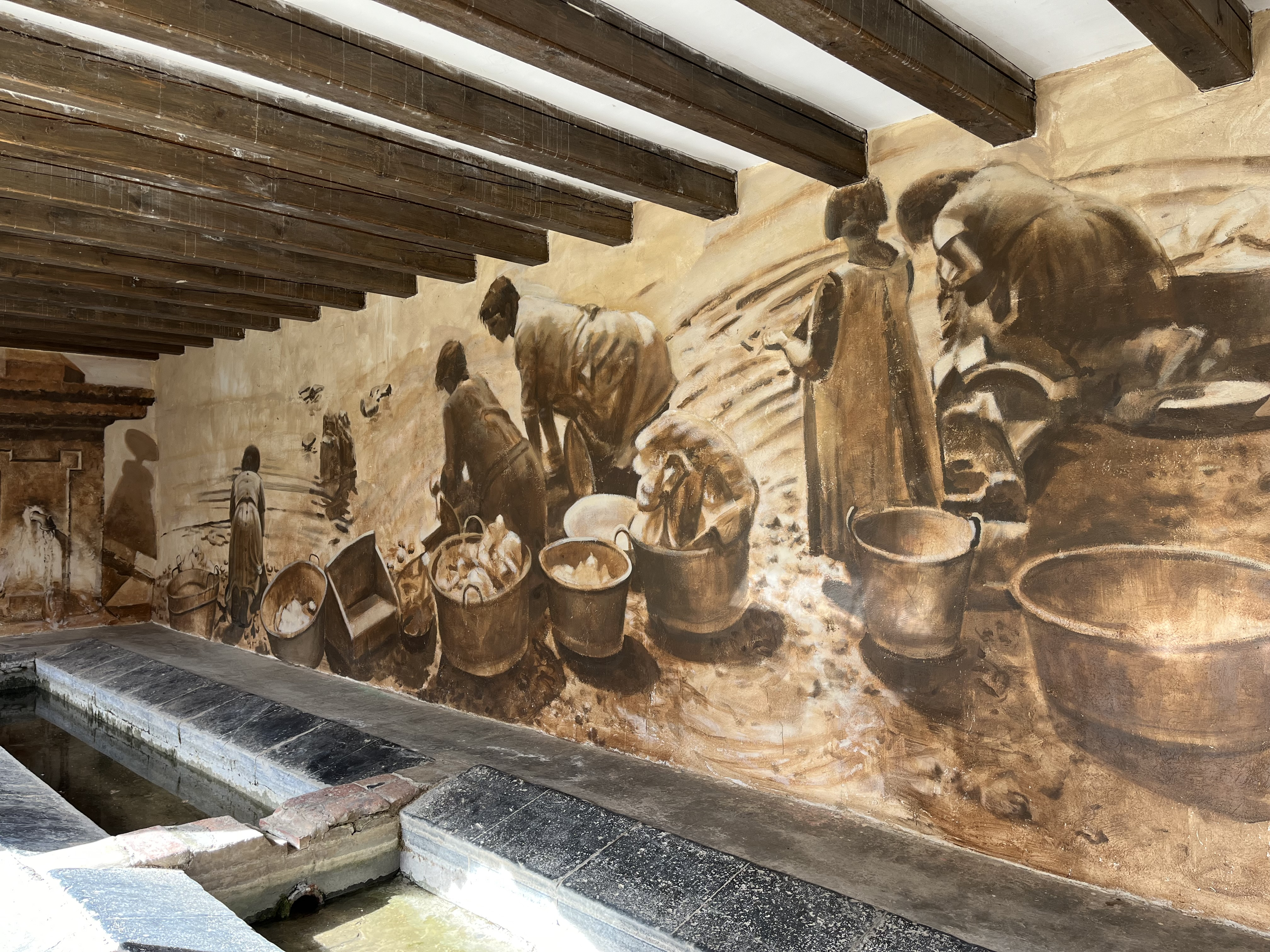
Lavadero de Arnedillo decorado con murales de escenas costumbristas del pueblo

- Vía verde del Cidacos: discurre sobre el antiguo trazado del ferrocarril de vía estrecha que hasta 1966 unía las localidades de Calahorra y Arnedillo. En 1997 se transformó en un sendero transitable a pie, en bicicleta o a caballo.

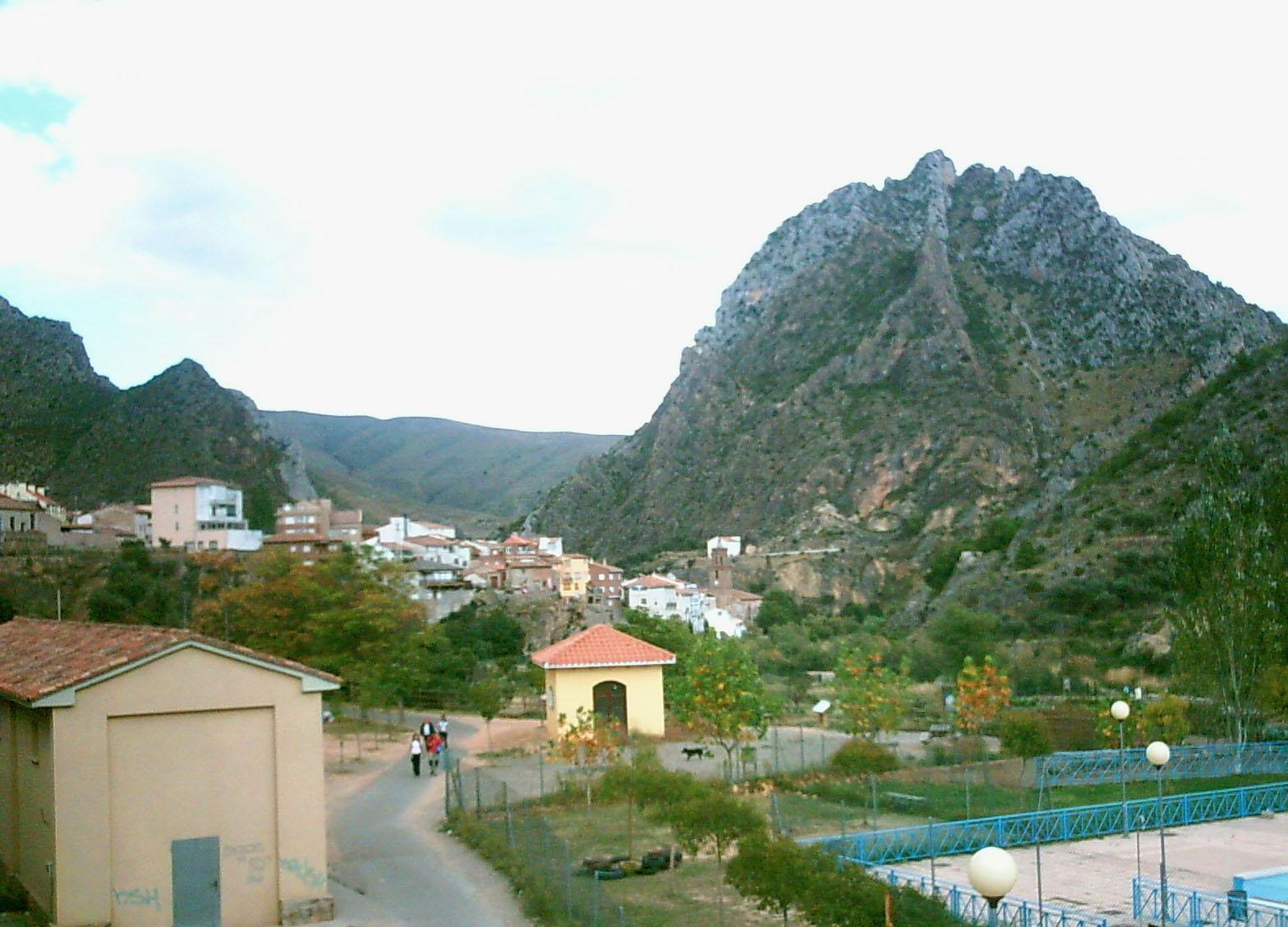
Inicio de la Vía Verde junto a la antigua estación de ferrocarril

Panorámica cerca de Arnedillo desde la Vía verde

- Mirador del buitre: es un centro de observación e interpretación del buitre leonado.
- Vía ferrata Lombera: abierta en febrero de 2023, se inicia junto a la ermita de San Andrés y asciende por la Peña del Castillo. Está calificada como K3 en la nueva escala Hüsler.

## Fiestas y eventos
- El último sábado de enero se celebra la Romería a San Tirso.
- La primera quincena de julio tiene lugar, en la iglesia de San Servando y San Germán, así como en algún bar del pueblo, el festival de música clásica 'Classic Arnedillo'.
- El 5 de agosto, festividad de la Virgen de las Nieves, patrona de la villa. Son las fiestas principales del pueblo; éstas se prolongan durante 5 días, iniciándose con el lanzamiento de un cohete denominado 'chupinazo', el cual no tiene fecha fija ya que se determina cada año por parte del consistorio. Es tradicional que el día anterior al chupinazo se celebre una prefiesta y el desfile de la carroza festiva a cargo del colectivo LGBT de la localidad.
- El 23 de octubre, festividad de San Servando y San Germán, copatronos de la villa.
- El primer fin de semana de noviembre tienen lugar las Jornadas Micológicas con charlas, exposición y degustación de setas y hongos.

### La procesión del humo

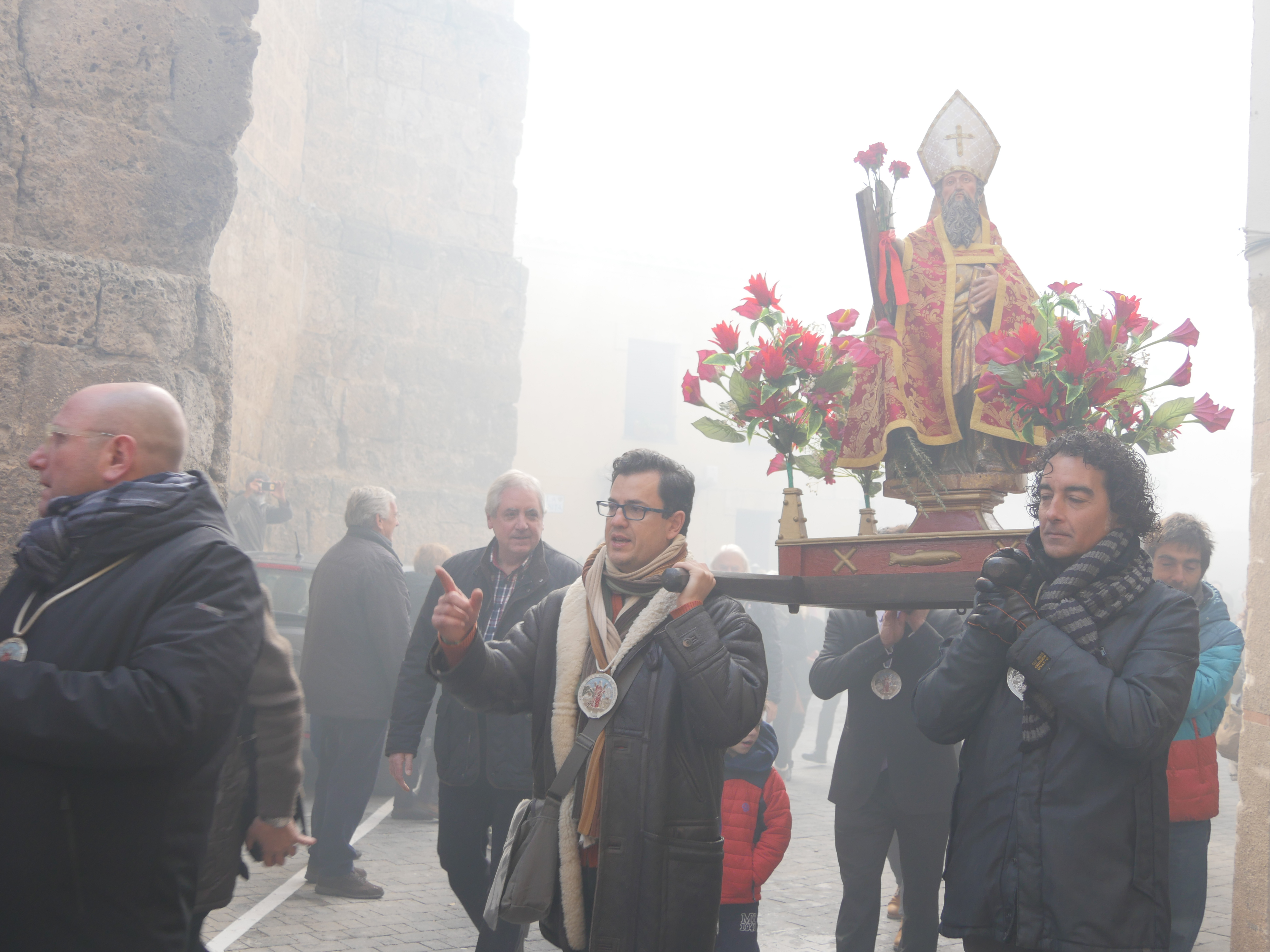
Procesión del humo

El último domingo del mes de noviembre se celebra la fiesta de San Andrés. En esta se saca al Santo en la procesión del Humo, recorriendo calles estrechas en las que se quema grojo y romero humedecido con agua, provocando gran cantidad de humo, que se inhala al pasar en procesión. Dice la tradición que quienes pasan por "el humo" quedan prevenidos, para todo el invierno, de enfermedades infecciosas como la gripe y el catarro. 
Esta tradición comenzó en 1888, al sufrir el pueblo los efectos trágicos de una epidemia de viruela negra, y su consecuencia tuvo el efecto de una gran mortandad. Sus habitantes, vencidos ante la desgracia, buscaron en la fe lo que no podía proporcionarles la ciencia de entonces. Colocaron una vela a cada uno de los siete Santos que por entonces poseían, con el objetivo de sacar en procesión al que estuviese junto a la última vela en apagarse. Éste fue San Andrés, al que ahora procesionan.
Desde el año 2013 está considerada Fiesta de Interés Turístico Regional.